# 칼 구스타브 에밀 만네르헤임 남작
칼 구스타브 에밀 만네르헤임 남작(스웨덴어: Friherre Carl Gustaf Emil Mannerheim, 스웨덴어 발음: [kɑːɭ ˈɡɵ̂sːtav ˈěːmɪl ˈmânːɛrˌhejm] ( 듣기), 러시아어: Густав Карлович Ма́ннергейм 구스타프 카를로비치 만네르헤임[*]: 1867년 6월 4일~1951년 1월 27일)은 핀란드의 군사지도자, 정치인이다. 만네르헤임은 핀란드 내전 당시 백핀란드 측 사령관, 핀란드 왕국의 섭정(1918년–1919년), 제2차 세계 대전 당시 핀란드 방위군 총사령관, 제6대 핀란드 공화국대통령(1944년–1946년)을 역임했고 핀란드의 전쟁 원수 칭호를 받았다.
만네르헤임은 러시아 제국령 핀란드 대공국에서 스웨덴어를 구사하는 귀족 집안에서 태어났다. 만네르헤임 가는 18세기 말 핀란드에 정착했다. 더 거슬러 올라가면 만네르헤임의 부계 혈통은 독일계로서 마르헤인(Marhein)이 17세기에 스웨덴으로 이주한 것이 그 시초이고, 모계 혈통은 그 선조가 스웨덴 쇠데르만란드 출신이다.
만네르헤임은 러시아 제국 육군에 입대하여 중장 계급까지 달았다. 니콜라이 2세의 대관식을 비롯한 여러 행사장에도 종종 참석했으며 차르와도 몇 차례 독대를 나누었다. 러시아 혁명으로 러시아 제국이 망한 이후 핀란드는 독립을 선언하였으나 곧 친볼셰비키파 적군과 친원로원파 백군으로 나뉘어 핀란드 내전이 일어나게 되었다. 만네르헤임은 백군의 군사부문 사령관으로 임명되었고 내전을 백군의 승리로 이끌었다. 20여년 뒤, 핀란드가 소련과 두 차례 걸친 불리한 전쟁(겨울전쟁, 계속전쟁)을 하게 되자 현역으로 복귀한 만네르헤임은 핀란드 방위군 총사령관으로서 나라를 지켜냈다. 1944년 말, 독일의 패색이 짙어지자 핀란드는 독일을 버리고자 하였고, 이후 차기 대통령으로 선출된 만네르헤임은 소련, 영국과의 평화협상을 주도했다. 전쟁이 끝난 뒤인 1946년 대통령직을 사임했고 1951년 죽었다.
만네르헤임이 사망하고 53년 뒤에 이루어진 핀란드의 설문조사에서는 만네르헤임이 전 역사를 통틀어 가장 위대한 핀란드인으로 뽑혔다. 핀란드의 건국과 러시아·독일 등 외세 열강으로부터의 독립을 지켜낸 데 있어 만네르헤임이 기여한 바는 달리 견줄 데가 없으며, 오랫동안 근대 핀란드의 국부라고 칭송받아 왔다. 핀란드의 수도 헬싱키에는 만네르헤임 박물관이 세워져 만네르헤임을 기념하고 있다. 때때로 이 박물관을 일컬어 “(핀란드의) 국민적 성지에 가장 가까운 무엇”이라고 하기도 한다.

## 혈통 및 초기 경력
만네르헤임 가는 함부르크의 사업가, 제분소 사장이었던 하인리히 마르하인(Heinrich Marhein, 1618년–1667년)이라는 독일인을 선조로 한다. 마르하인은 스웨덴 예블레로 이주하였고 이름을 스웨덴식으로 "헨리크(Henrik)"라고 고쳤다. 헨리크 마르하인의 아들 아우구스틴 마르하인은 성을 "만네르헤임"이라고 바꾸었고 1693년 칼 11세가 그를 귀족으로 승격했다. 아우구스틴 만네르헤임의 아들 요한 아우구스틴 만네르헤임은 포병대령이자 제분소 공장장이었는데 1768년 남작(핀란드어: Vapaaherra 바파헤라[*], 스웨덴어: Friherre)의 작위를 받았다. 만네르헤임 가는 18세기 하반기에 당시 스웨덴 영토였던 핀란드로 이주했다. 오랫동안 헨리크 마르하인이 네덜란드에서 스웨덴으로 이주했다는 이야기들이 돌아다녔지만 최근의 연구 결과 이 통설은 틀린 것으로 밝혀졌다. 요한 만네르헤임 남작은 부계 혈통에 스코트인 조상도 있었다. 그 조상은 조지 라이트(George Wright)라는 이로 17세기에 던디에서 스웨덴으로 이주하여 핀란드 귀족 가문 중 하나인 폰 브리크트가의 시조가 되었다.
만네르헤임의 증조부 칼 에리크 만네르헤임 백작(1759년–1837년)은 핀란드가 러시아령으로 넘어가 핀란드 대공국으로서 자치를 누리던 초기 시절 많은 공무원직을 역임했다. 만네르헤임 백작은 원로원 의원이었으며 초대 원로원 경제부부장(핀란드 총리직의 전신)을 지냈다. 1825년, 칼 에리크 만네르헤임은 백작(핀란드어: Kreivi 크레이비[*], 스웨덴어: Greve)으로 승격했다. 만네르헤임의 조부 칼 구스타브 만네르헤임(1797년–1854년)은 유명한 곤충학자였으며 비푸리 항소재판소 재판소장을 지냈다. 만네르헤임의 조모 에바 빌헬미나 만네르헤임 백작부인(본성 폰 샨츠)은 핀란드 상류사회의 선도적 인물이었다.
만네르헤임의 부친 카를 로베르트 만네르헤임 백작(1835년–1914년)은 자유주의적이고 급진적인 사상을 가진 극작가였으면서 동시에 경제적으로 성공한 사업가이고 경영주였다. 로베르트 만네르헤임 백작은 북유럽에서 최초로 윤번 제지에 성공한 유한회사 쿠산코스키(Kuusankoski Ltd.)의 사장이었고, 쉬스테마(Systema)라는 회사로 근대적 사업기계를 수입해 왔다. 로베르트 만네르헤임 백작의 자녀들은 1914년 쉬스테마를 경영자매수로 매각했다. 만네르헤임의 모친 헤드비히 카를로타 헬레네 폰 율린(Hedvig Charlotta Hélène von Julin, 1842년–1881년)도 부유한 경영주였던 요한 야콥 폰 율린의 딸이었다. 폰 율린 가는 피스카르스 철공소와 피스카르스 마을을 소유하고 있었다.
구스타브 만네르헤임은 아스카이넨의 빌내스 장원에서 태어났고, 자녀 중 셋째로서 남작의 작위를 물려받았다(백작 작위는 장남만 물려받는다.). 구스타브 만네르헤임의 부친은 사업적 성공에도 불구하고 1870년대 후반에 경조성 인격장애를 앓으면서 어려움에 처하게 되었다. 로베르트 만네르헤임 백작은 재무 문제에서 지나치게 낙관적인 태도를 취했고 도박에까지 빠지면서 결국 1880년 파산했다. 빚을 갚기 위해 만네르헤임 백작은 빌내스 장원을 비롯한 다른 부동산들과 예술품 컬렉션을 자기 누이에게 모두 팔아야 했다. 백작은 아내 곁을 떠나 정부와 함께 파리로 가서 보헤미안이 되었다. 백작은 1887년 헬싱키로 돌아와 쉬스테마 사를 세웠고 죽을 때까지 회사를 경영했다.
헬레네 백작부인은 파산과 남편의 외도에 충격을 받아 일곱 자녀를 샐비크의 고모 댁으로 보내고 그 이듬해 심장마비로 죽었다. 수치와 우울이 원인으로 생각된다. 모친이 죽자 만네르헤임 가 아이들은 친척들에게 맡겨졌고, 외삼촌 알베르트 폰 율린이 구스타브 만네르헤임의 법적 후견인이 되었다.
집안 재정이 악화되고 만네르헤임의 진학 문제가 심각해지자 알베르트 폰 율린은 자립할 수 있는 방법과 직업을 찾으라는 뜻에서 1882년 외조카를 하미나의 핀란드 간부후보생 학교에 보냈다. 간부후보생 학교는 국가에서 운영하는 군사학교로서 귀족가의 소년들을 핀란드 대공국군 및 러시아 제국군 군인으로 훈련시켰다.
모국어인 스웨덴어 외에도 만네르헤임은 핀란드어, 러시아어, 프랑스어, 독일어, 영어를 배웠다. 그러나 1887년에서 1917년까지 러시아 제국군에 복무하면서 만네르헤임은 어렸을 때 배운 핀란드어를 거의 잊어버렸고, 늦은 나이에 다시 핀란드어를 배워야 했다. 사실 만네르헤임의 핀란드어는 스웨덴식 억양이 너무 강해서 내전기 때 통역사를 의지해야 했다. 직설적으로 말하면 만네르헤임의 핀란드어 실력은 윈스턴 처칠의 프랑스어 실력과 유사했다. 그러나 처칠은 프랑스를 다스리는 위치에 있지는 않았다.
만네르헤임은 가정의 재정적 악화로 인해 일찍이부터 절약하고 저축하는 법을 배웠다. 그는 소액의 구매를 위해 외삼촌에게 번번히 손을 벌려야 하는 것을 수치스러워했다. 게다가 외삼촌을 비롯한 친척들의 절약과 근검에 대한 셀 수 없는 설교를 들으며 자랐다. 만네르헤임의 진학 문제는 계속되었다. 그는 간부후보생 학교와 하미나의 좁아터진 사교계를 끔찍히 싫어했다. 결국 1886년 무단외출로 반항을 했다가 퇴학을 당했다.
이로써 러시아 제국군의 일부이기는 하나 핀란드의 군대인 핀란드 대공국군에 들어갈 길은 막혀 버렸다. 유일한 선택권은 러시아의 장교훈련기관을 통해 러시아 제국군에 들어가는 것 밖에 없었다. 젊은 만네르헤임은 이 생각을 딱히 꺼리지 않았다. 본래 만네르헤임은 핀란드 간부후보생 시절부터 생각해온 상트페테르부르크의 황립 수습기사학교에 들어가고자 했었으나 핀란드 간부후보생 학교에서 그의 비행을 보고하는 바람에 불가능하게 되었다.
만네르헤임은 우크라이나 하리코프에서 외삼촌의 동서 에드바르드 베르겐헤임(Edvard Bergenheim)과 얼마동안 같이 지내며 거기서 러시아어를 배웠다. 만네르헤임은 헬싱키 사립학원에 등록하여 1887년 6월 입학시험을 통과했다. 이제 간부후보생 시절보다 훨씬 나은 성적표를 얻게 된 만네르헤임은 러시아 황실에 인맥이 있는 대모 알프힐드 스칼론 드 콜리그니 남작부인에게 편지를 써서 니콜라이 기병학교에 들어갈 수 있도록 도움을 달라고 했다. 만네르헤임의 본래 지망은 친위기사연대에 들어가는 것이었으나 친척들이 비용을 감당할 수 없어해서 포기했다. 1887년 여름, 만네르헤임의 대모는 그를 루키아노브카의 자기 남편 집으로 초대했다. 거기서 만네르헤임은 러시아어 실력을 좀더 쌓고, 추구예프의 군부대에서 시간을 보내면서 군인을 업으로 삼고자 하는 결정을 굳혔다.

## 러시아 제국 육군 장교

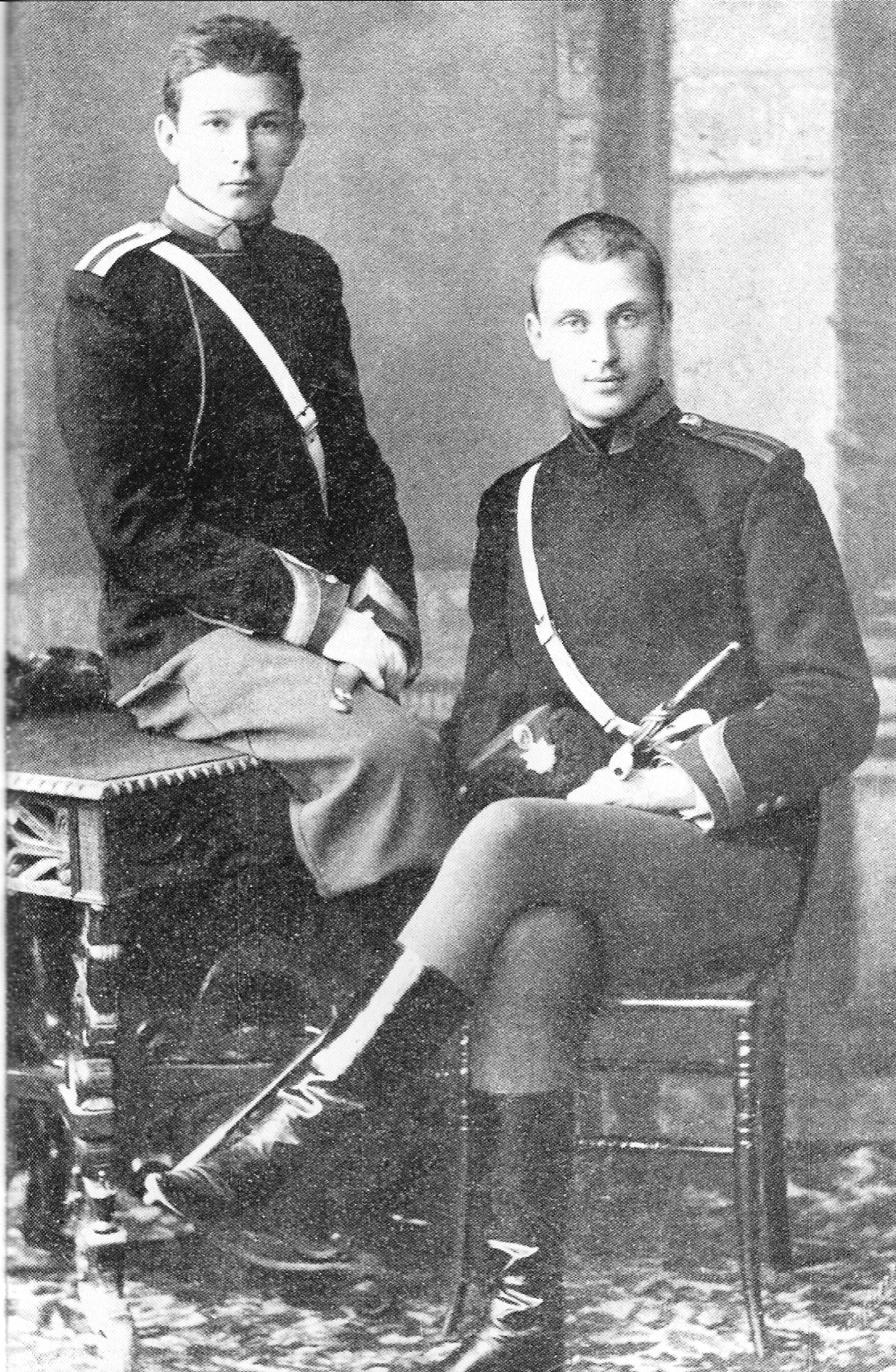
1880년대 말 상트페테르부르크 니콜라이 기병학교에서 동료 생도 아나스타스 리카르다스 드루베(좌측)와 함께 사진을 찍은 만네르헤임(우측).

1887년 7월 말, 만네르헤임은 니콜라이 기병학교 입학시험을 치를 자격을 얻었다는 소식을 들었다. 만네르헤임은 시험을 통과하고 1887년 9월 16일 러시아 차르에 대한 충성맹세를 했다. 만네르헤임은 1889년 학교를 졸업했다. 성적은 10등이었는데, 본래 차석을 할 수 있었으나 술을 마시고 상급장교와 핀란드의 자치권에 대해 싸움을 벌인 일로 미끄러졌다. 만네르헤임은 다시는 과음하지 않겠다고 맹세했다. 만네르헤임은 기병소위로 임관하여 러시아-독일 국경지대 칼리시의 제15용기병연대 알렉산드리스키에 배속되었다.

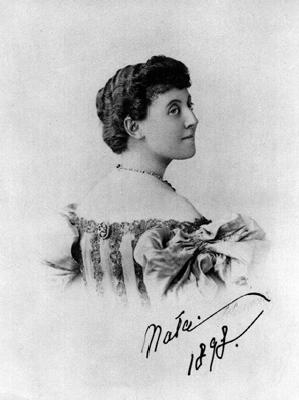
아나스타샤 아라포바.

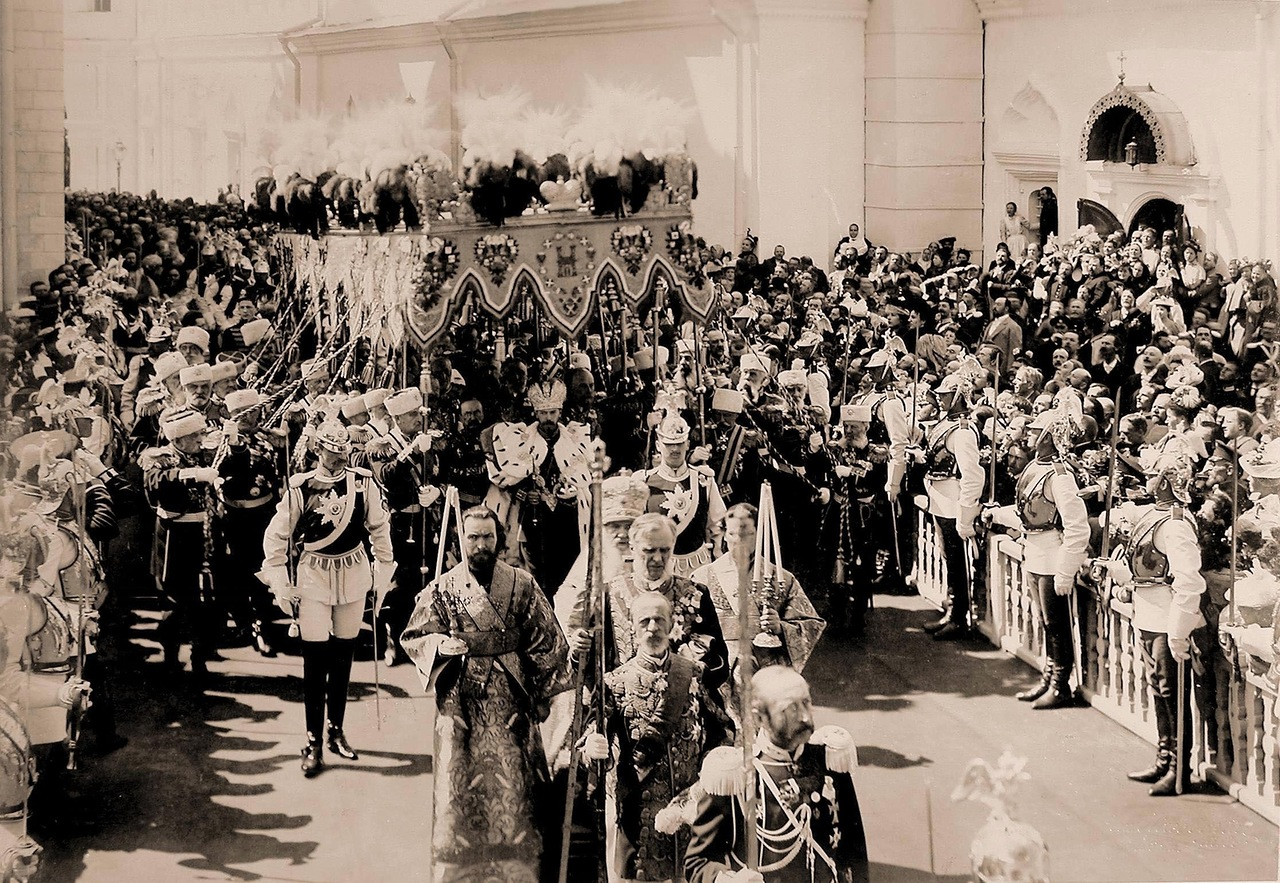
그의 대관식 이후, 러시아의 니콜라이 2세는 도미션 성당을 뜬다. 차르의 오른쪽 앞으로 행진하는 슈발리에 경비연대 중위가 만네르헤임이다.

1891년 1월, 만네르헤임은 상트페테르부르크의 "마리아 표도로브나 황후 폐하의 친위기사연대"로 배속되었다. 이 과정에서 187 센티미터에 달하는 장신의 키가 이득이 되었고, 또한 덕분에 1896년 니콜라이 2세의 대관식 때 잘 보이는 자리에 서기도 했다. 1892년, 만네르헤임의 대모 알프힐드 스칼론 데 콜리그니 백작부인이 러시아-세르비아 혈통의 부유한 귀족 영애와의 결혼을 중매했다. 니콜라이 아라포프 소장의 고아가 된 딸 아나스타샤 아라포바(1872년–1936년)가 그 상대였다. 만네르헤임은 그녀와 결혼하여 슬하에 아나스타시에(1893년–1978년)와 소피에(1895년–1963년) 두 딸을 두었다. 셋째아이는 아들이었는데 사산되었다. 만네르헤임은 1902년부터 아라포바와 별거했고, 1919년 이혼했다.
만네르헤임은 1904년까지 친위기사연대에 소속되어 있었으나 1897년에서 1903년 사이에는 황실 마료 관리 일을 맡았다. 만네르헤임은 말에 대한 전문가로 종마와 육군에서 쓸 수 있는 군마를 구입했다. 1903년, 만네르헤임은 교도대 대장으로 발령받고 기병연대 훈련소의 승마 담당 교관 중 하나가 되었다.
만네르헤임이 아내와 이혼한 뒤 그의 재정적 상황은 악화되었다. 도박에서 돈을 잃으면서 더욱 궁핍해진 만네르헤임은 우울증에 빠졌고 환경의 변화로써 이를 극복하려 했다. 만네르헤임은 1904년 러일전쟁에 자원 참전했다. 1904년 10월, 만주의 제52용기병연대 네진으로 배속되며 중령으로 승진했고, 1905년 봉천 전투에서의 용맹을 인정받아 대령으로 승진했다. 이후 잠시 비정규군사인 홍호자 부대를 지휘하며 내몽골 탐사 임무를 떠나기도 했다.
상트페테르부르크로 귀환한 만네르헤임은 비밀 첩보장교로 투르키스탄을 거쳐 베이징으로 향하는 여행을 가지 않겠냐는 제안을 받았다. 러시아 제국 총참모장 팔리트신 대장은 청나라의 개혁과 근대화 시도에 관한 정확한 현장 첩보를 원했다. 러시아는 중국 서부 청해, 감숙 등지를 침공할 수 있는지 효용성 여부를 알고 싶어했다. 이는 러시아와 영국이 아시아 내륙을 놓고 벌인 "그레이트 게임"의 일부였다. 고민 끝에 만네르헤임은 민족학 수집가로 위장하고 프랑스 고고학자 폴 펠리오의 사마르칸트(당시 러시아령 투르키스탄, 현재 우즈베키스탄령) 원정에 동행했다. 1906년 7월 안디잔의 카스피 철도 종점역에서 원정이 시작되었지만 만네르헤임은 중국 신장의 카스가얼로 가는 도중에 보급 문제에 관하여 펠리오와 한바탕 싸운 뒤 원정 기간의 거의 대부분을 혼자 다녀야 했다.

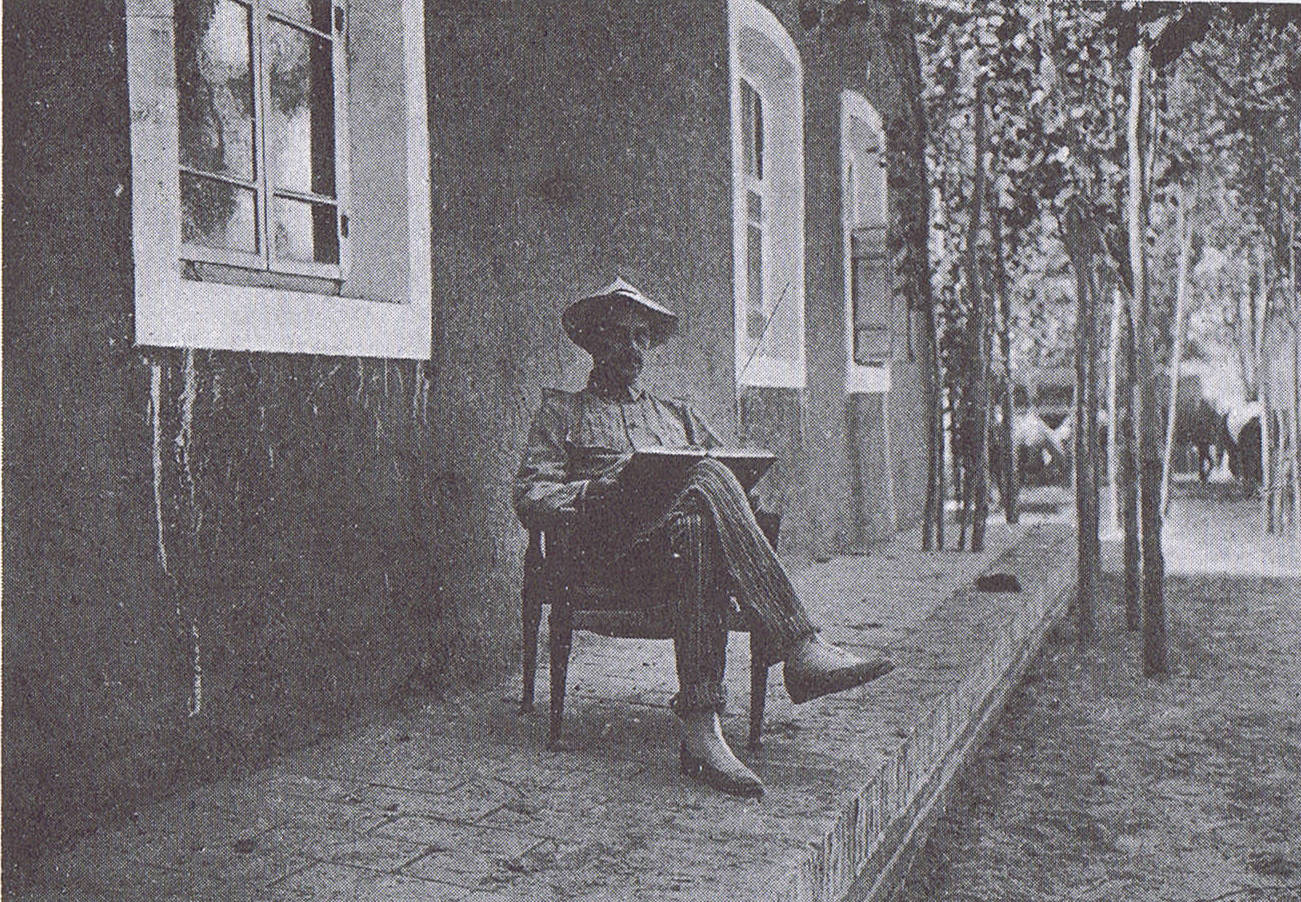
1906년 카스가얼의 만네르헤임. 당시 계급 대령.

우선 만네르헤임은 영국과 일본 간첩들을 찾아내기 위해 카자크 안내인, 중국어 통역사, 위구르인 요리사 등을 대동한 작은 대열을 이끌고 호탄으로 향했다. 카스가얼로 돌아온 뒤에는 북쪽으로 향해 톈산산맥을 넘어 고갯길을 측량하고 칼미크인, 카자흐인, 키르기즈인들의 중국 한족들에 대한 태도를 살폈다. 만네르헤임은 신장성의 성도 우루무치에 도착한 뒤 동쪽으로 향하여 투루판, 하미, 둔황을 지나 감숙성에 이르렀다. 하서주랑을 통해 만리장성을 따라갔고, 정체불명의 위구족을 조사했다. 감숙성 성도인 란저우에 도착한 만네르헤임은 남쪽으로 길을 돌려 티베트로 향했다가 라브랑 사원에서 제노포빅한 승려들에게 돌을 맞았다.

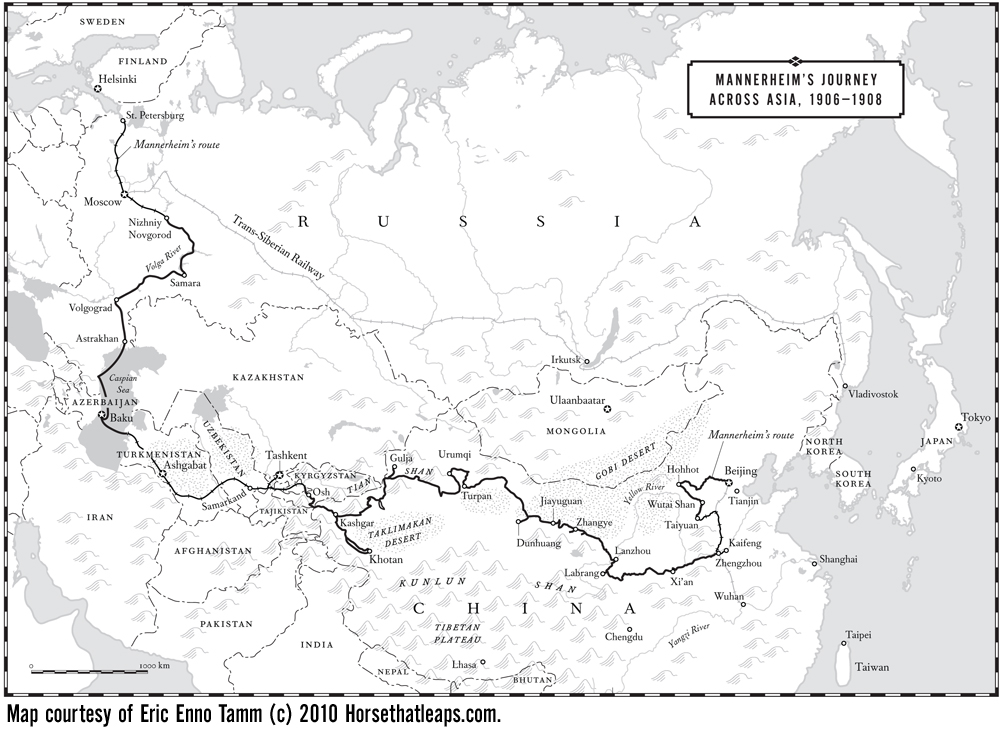
만네르헤임의 상트페테르부르크에서 베이징까지의 여행(1906년–1908년) 경로.

만네르헤임은 중원의 서안, 정주, 개봉을 거쳤다가 열차를 타고 산서성의 성도 태원으로 향했다. 불교의 성산 우타이 산을 오르다가 티베트 독립운동을 막 시작할 무렵의 달라이 라마 13세를 만났다. 만네르헤임은 티베트의 법왕에게 중국인들로부터의 호신용으로 쓰라고 자기 피스톨을 선물로 주었다. 이후 만네르헤임은 만리장성 너머로 가서 전통적으로 몽골 유목민들의 영역인 대초원을 밟았다. 내몽골의 수도 쾨케호타에 도착한 만네르헤임은 부패한 총독이 한족 농민들에게 몽골인의 방목지를 넘겨주며 몽골을 식민화하고 있어 몽골인들 사이에 반란의 기운이 감도는 것을 감지했다.  주의 수도인 란저우시에서, 만네르헤임은 남쪽 티베트 영토로 향하여 라브랑의 사원을 방문했는데, 그곳에서 제노포빅 승려들에게 돌을 맞았다. 최종적으로 1908년 7월 만네르헤임은 목적지인 북경에 도착하여 거기서 첩보 보고서를 작성했다. 일본을 들렀다가 시베리아 특급열차를 타고 상트페테르부르크로 귀환했다. 만네르헤임의 보고서는 청나라의 교육, 군제개혁, 한족의 이민족 식민화, 광공업, 철도부설, 일본의 영향력, 아편 소비 등에 이르기까지 중국의 근대화 상황을 매우 상세하게 다루었다.  만네르헤임의 보고서는 신장이 중국과 거래할 수 있는 대상으로 사용될 수 있다는 점에서 러시아의 신장 침공의 전술적 사용처를 논하였다. 
1909년 러시아로 귀환한 만네르헤임은 폴란드 민스크마조비에츠키에 주둔하고 있는 제13창기병연대 블라디미르의 연대장으로 임명되었다. 이듬해 만네르헤임은 소장으로 진급하며 별을 달았고 바르샤바에 주둔한 "황제 폐하의 경호친위창기병연대" 연대장으로 임명되었다. 1912년, 만네르헤임은 러시아 황실 수행단의 일원이 되었고 그 이듬해 독립친위기병여단 여단장으로 임명되었다. 
제1차 세계 대전 개전 시점에 만네르헤임은 친위기병여단 여단장을 맡고 있었으며, 오헝 제국 및 루마니아 전선에서 싸웠다. 1914년 12월, 오헝 제국군과의 싸움에서 두각을 나타낸 공로로 4등 스뱌토고 게오르기 훈장을 받았다. 이 훈장을 받은 뒤 만네르헤임은 “이제 편히 죽을 수 있겠다”고 말했다. 1915년 3월, 만네르헤임은 제12기병사단 사단장으로 임명되었다.
만네르헤임은 1917년 초 휴가를 받아 핀란드와 상트페테르부르크를 들렀다가 2월 혁명이 터지는 순간을 목격했다. 전선으로 귀환한 뒤 만네르헤임은 4월에 중장으로 승진했고, 그해 여름 제6기병군단 군단장으로 임명되었다. 그러나 만네르헤임은 자신을 혁병 비지지자로 간주하는 러시아 공화국 신정부에 정나미가 떨어져 버렸다. 9월, 만네르헤임은 낙마 후유증으로 골병이 들었음을 이유로 모든 보직에서 물러났다. 예비역이 된 만네르헤임은 오데사에서 요양을 하다가 아예 퇴역을 하고 핀란드로 귀국하기로 마음먹었고, 그해 12월에 그렇게 했다.

## 핀란드 내전과 섭정직
1918년 1월, 사실상 독립 상태가 된 핀란드 대공국의 원로원(당시 제1차 스빈후부드 내각)은 만네르헤임을 핀란드의 총사령관으로 임명했다. 그러나 당시 핀란드는 지역별로 어중이떠중이 민병대(백위대)를 긁어모았을 뿐 제대로 된 군대는 없는 것이나 마찬가지였다. 핀란드 내전이 터지자 만네르헤임은 정부측, 즉 백군의 편에 섰다. 내전은 러시아의 10월 혁명의 영향을 받아 촉발되었고, 소비에트 러시아의 볼셰비키들은 적핀란드를 지원했다. 만네르헤임은 원로원의 친독일적 행보에 불안감을 느꼈지만 그래도 백군 총사령관 직을 받아들였다. 그는 바사에 총사령부를 차리고 그때까지 핀란드에 남아있던 구 러시아 제국군 주둔지들(병력 총 42,500 여명)를 무장해제시켰다. 내전 도중인 1918년 3월 만네르헤임은 기병대장으로 승진했다.

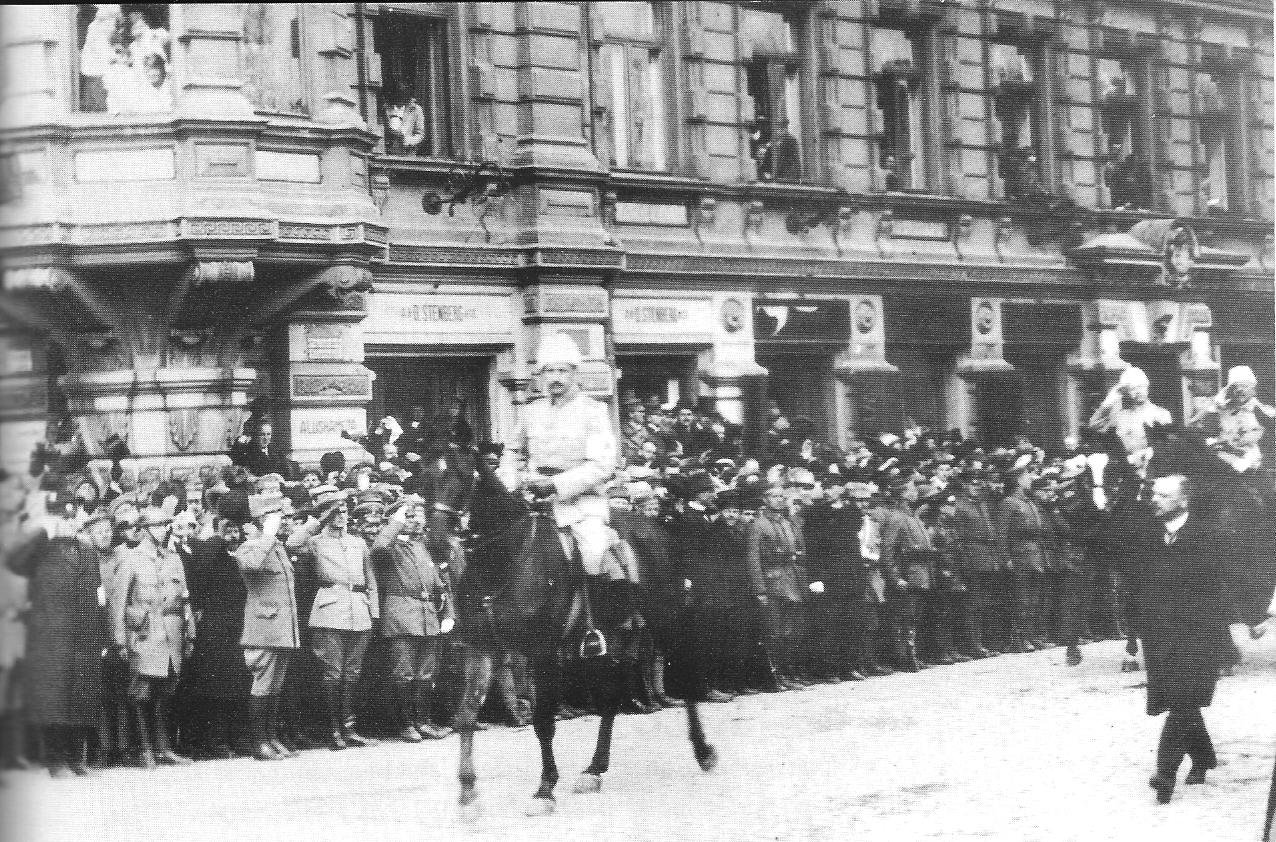
핀란드 내전을 종식시키고 1918년 헬싱키에서 승리 기념 열병식을 하는 만네르헤임.

내전이 백군의 승리로 끝났지만, 러시아를 몰아내고 나니 이제 독일이 말썽을 부렸다. 독일은 본래 핀란드를 군주국으로 만들어 자신들의 제후국으로 편입시키려는 꿍꿍이를 가지고 있었기에 백군을 지원하러 왔던 독일 동해사단은 내전이 끝난 뒤에도 독일로 귀환하지 않고 핀란드에 머무르며 내정간섭을 했다. 만네르헤임은 페트로그라드와 러시아령 카렐리야를 공격해 공산당을 완전히 몰아내자는 계획을 가지고 있었지만, 독일은 러시아와 브레스트-리토프스크 조약을 맺어 핀-러간 국경을 핀란드 몰래 확정한 상태였기에 핀란드의 러시아 공격을 반대했다. 독일의 영향을 받던 원로원이 만네르헤임의 계획을 거부하자 독일이 핀란드에 패권을 행사하는 것과 자신의 공세계획이 기각된 것에 불만을 품은 만네르헤임은 5월 25일 총사령관직을 사임했다. 1918년 10월 9일, 독일의 압력을 받은 원로원과 의회는 독일 황제 빌헬름 2세의 매제인 프리드리히 카를 폰 헤센 공자를 핀란드 왕국의 국왕으로 선출했다. 그러나 불과 1달 뒤인 11월 11일 독일이 서부전선에서 패배해 망하면서 동해사단도 독일로 철수했다. 만네르헤임은 1차대전의 마지막 몇 개월 동안 핀란드 원로원이 취한 친독일 정책에 연합국이 어떻게 반응할지 두려워했다. 원로원과 거리를 두기 위하여 만네르헤임은 친척들을 방문한다는 핑계로 1918년 6월 핀란드를 떠나 스웨덴으로 갔다.

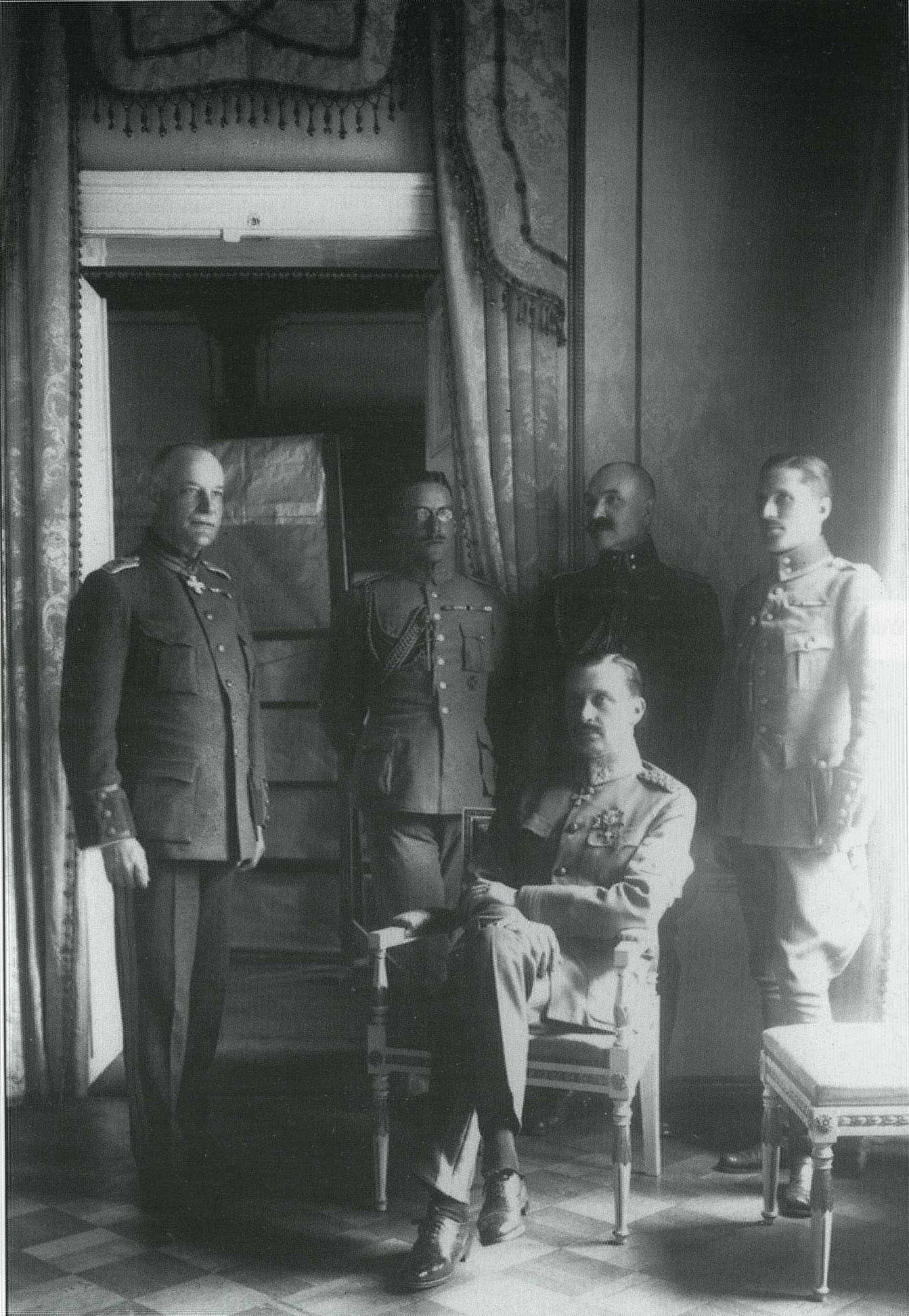
섭정직을 맡을 때의 만네르헤임(의자에 앉은 이). 뒤에 서 있는 이들은 그의 부관들로, 왼쪽부터 릴리우스 중령, 케코니 대위, 갈렌카펠라 중위, 로센브뢰이예르 소위.

스웨덴에서 만네르헤임은 스톡홀름 주재 연합국 외교관들을 만나 자신은 핀란드 원로원의 친독 정책에 반대했고 연합국을 지지했다는 점을 강조했다. 1918년 10월, 만네르헤임은 핀란드 독립에 대한 영국과 미국의 인정을 받기 위해 원로원을 대표하여 영국과 프랑스를 방문했다. 12월, 파리에서 핀란드로 소환된 만네르헤임은 핀란드의 임시 섭정(핀란드어: Valtionhoitaja; 스웨덴어: Riksföreståndare)으로 선출되었다. 일부 군주주의자들은 만네르헤임을 핀란드의 왕으로 옹립하려고도 했다. 섭정으로 재임하면서 만네르헤임은 공문서에 "구스타브" 대신 핀란드식 이름인 "쿠스타(Kustaa)"로 서명했는데, 이는 그의 러시아 제국군 복무 이력을 미심쩍은 눈으로 바라보던 핀란드 대중들에게 자신의 핀란드인임을 강조하기 위한 노력이었다. 만네르헤임은 자기 세례명 "에밀"을 싫어해서 늘 C. G. 만네르헤임 또는 그냥 만네르헤임이라고 서명했다. 가까운 친지들은 그를 부를 때 구스타브라고 불렀다.
대관식도 못 치러 본 프리드리히 카를 공자가 핀란드 왕위 포기를 선언한 뒤, 만네르헤임은 영국과 미국으로부터 판린드 독립을 인정받고 내전으로 인해 극악해진 식량사정을 구제할 수 있도록 식량을 지원해 줄 것을 요청했다. 만네르헤임은 단호한 반공주의자였지만 내전 당시 러시아 백군 장군들과 그 군대와 연합하는 것을 일체 거부했다. 러시아 제국의 잔당인 백군이 핀란드의 독립을 인정하지 않을 것이라 생각했기 때문이다. 1919년 7월, 만네르헤임은 새로이 제정된 공화국 헌법을 승인하고 초대 대통령 선거에 출마했다. 국민연합당과 스웨덴 인민당이 그를 지지했다. 그러나 의회에서 이루어진 간접선거의 결과 카를로 유호 스톨베리에게 패배했고 만네르헤임은 공직에서 은퇴한다.

## 전간기

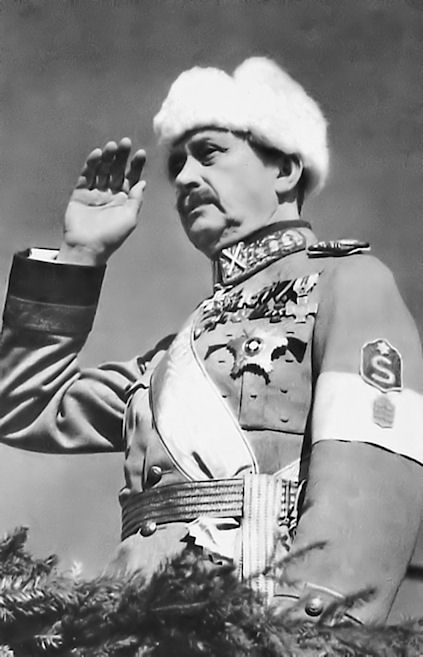
1937년의 만네르헤임. 왼팔 상완에 백위대 인식표가 보인다.

전간기 동안 만네르헤임은 아무런 공직도 맡지 못했다. 이는 그가 볼셰비키에 공공연한 반대를 표출함으로써 논쟁적 인물이 된 상태에서 중앙 정계를 떠났기 때문이다. 그는 러시아 내전에 핀란드가 백군의 편을 들어 참전하기를 원했고, 핀란드의 사회주의자들은 그를 적대했다. 그들은 만네르헤임을 "백군의 장군" 부르주아라고 보았다. 또한 만네르헤임은 정당정치가 핀란드 뿐만 아니라 세계 어디든 제대로 된 지도자를 세워줄 수 있는지 의문을 품던 사람이었다. 그가 보기에는 조국의 국익이 자당의 이익만을 추구하는 민주주의 정치인들에 의해 부당하게 희생당하는 일이 너무 많았다.
공직을 맡지 못하게 된 만네르헤임은 대신 인도주의 활동을 하며 시간을 보냈다. 그는 핀란드 적십자사에 들어갔고(1919년에서 1951년까지 총재 역임), 국제적십자사 위원회 회원국으로 등록했다. 그 뒤에는 만네르헤임 아동복지협회를 만들고, 상업은행인 리토팡키 연합은행(Liittopankki-Unionsbanken)의 감사회 회장직을 맡다가 리토팡키 은행이 헬싱키 은행에 합병되자 헬싱키 은행 감사회로 옮겨가서 1934년까지 회장을 지냈다. 또한 만네르헤임은 노키아 이사회의 중역이기도 했다.
1920년대에서 1930년대 사이에는 아시아로 가서 열정적으로 여행과 수렵을 다녔다. 1927년의 첫 수렵여행 때는 소련 영토를 피하기 위해 런던에서 캘커타로 배를 타고 갔닫가 거기서 육상으로 버마까지 갔다. 랑군에서 1개월을 보낸 뒤 시킴의 강토크로 놀러갔다. 돌아올 때는 자동차와 항공기를 갈아타면서 바스라, 바그다드, 카이로, 베네치아를 거쳐 귀국했다. 두 번째 여행은 1936년이었다. 아덴에서 봄베이로 배를 타고 가서 인도에 머물렀다. 인도에서 지내면서 만네르헤임은 유럽의 지인들을 인도에서 만났다. 수렵여행을 다니며 마드라스, 델리, 네팔을 방문했다. 네팔에 갔을 때는 네팔 왕 트리부반 비르 비크람 샤에게 호랑이 사냥 초대를 받기도 했다. 만네르헤임은 사람 두 명을 죽였다고 알려진 신장 3.23 미터의 호랑이를 죽였다. 이 호랑이의 모피는 헬싱키의 만네르헤임 박물관에 전시되어 있다.
1929년, 극우주의자들이 만네르헤임에게 군사독재자가 되십사 청하였지만 만네르헤임은 거부했다. 그러면서도 파시즘 정당인 라푸아 운동에게 약간의 호감을 나타냈다. 1931년 대통령으로 선출된 패르 에빈드 스빈후부드는 만네르헤임을 핀란드 방위평의회 주석으로 임명했다. 동시에 전쟁이 일어날 경우 그에게 핀란드 육군 총사령관직을 맡기겠다는 서면 각서를 받았다. 스빈후부드의 후임 대통령인 퀴외스티 칼리오가 1937년 이 각서의 내용을 재보증했다. 1933년, 만네르헤임은 전쟁원수(핀란드어: sotamarsalkka, 스웨덴어: fältmarskalk, 영어: war marshal) 칭호를 받았다. 이즈음 되어 만네르헤임은 대중 앞에 다시 나서기 시작했고, 과거 그를 "백군 대장"으로 보았던 사회주의자들도 일부는 그를 더 이상 적대하지 않았다. 만네르헤임은 정파를 초월한 국민적 존재가 되어 있었고, 만네르헤임이 내전 때 싸웠던 양측이 화해하여 국가적 통합과 국방에 전념해야 한다는 연설을 하고 다니면서 이런 인상은 더욱 강화되었다.
만네르헤임은 핀란드의 군수산업을 지지했고, 스웨덴과 군사방위동맹을 맺으려 했지만 거의 잘 되지 않았다. 핀란드 육군의 재무장은 그가 원하는 만큼 신속하게 이루어지지 않았고, 만네르헤임 본인도 전쟁에 그리 열정적이지 않았다. 만네르헤임은 여러 내각들과 불화했고, 수 차례에 걸쳐 사직서를 제출했다.

## 핀란드 방위군 총사령관

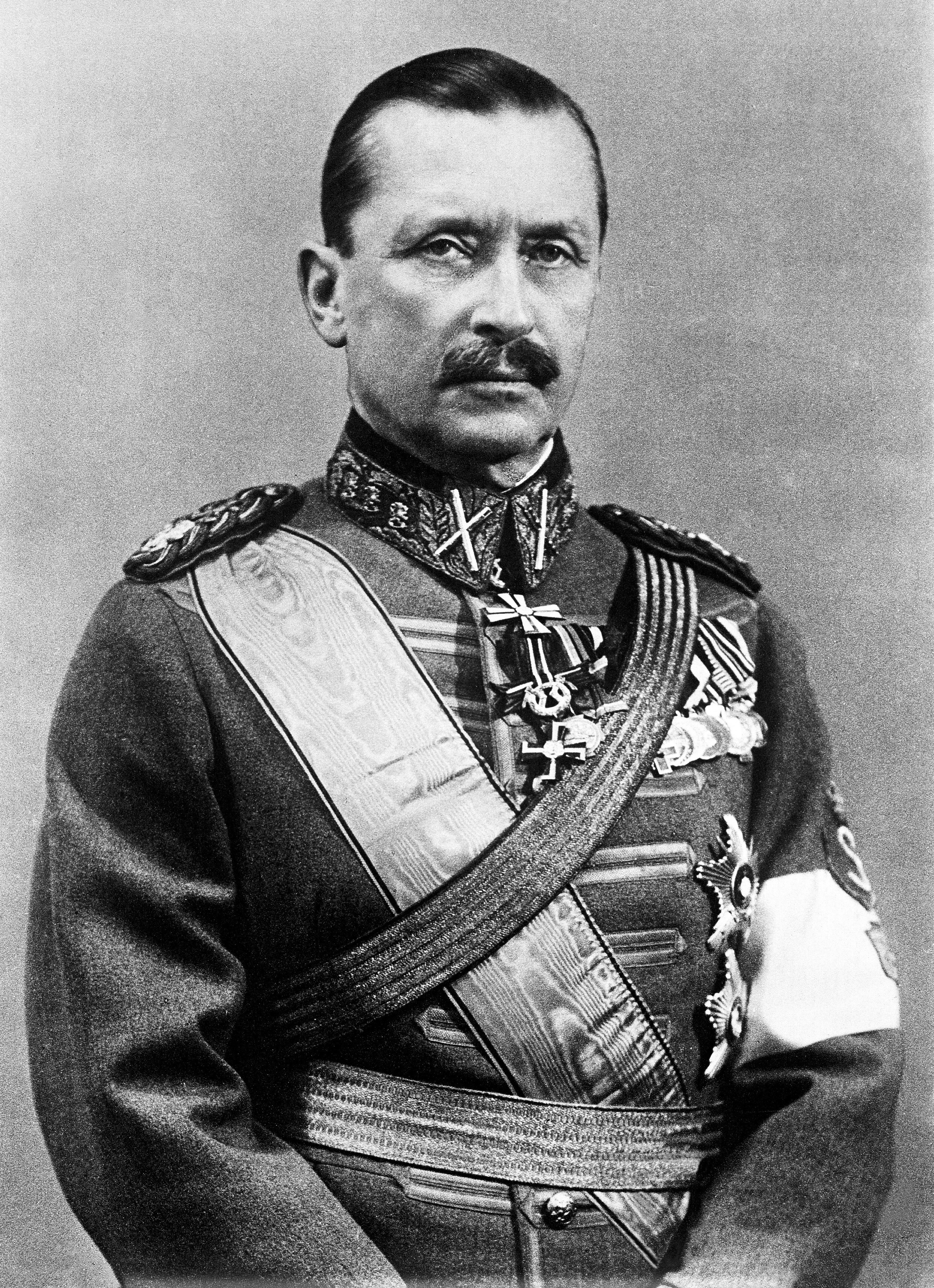
1940년의 만네르헤임.

1939년 소련과의 국경문제 협상이 결렬되자 전운이 감돌기 시작했다. 만네르헤임은 10월 17일 사직서를 취소했다. 72세의 나이로 핀란드 방위군 총사령관이 된 그는 11월 30일 개시된 소련군의 공격에 맞서 싸웠다. 딸 소피에에게 보내는 편지에서 만네르헤임은 “나는 총사령관의 책임을 맡고 싶지 않았다. 나의 나이와 건강이 그것을 허락치 않았기 때문이다. 그러나 나는 공화국 대통령과 내각의 호소에 응할 수밖에 없었고, 이제 나는 네 번째로 전쟁에 참여하게 되었구나”라고 썼다.
전쟁이 시작된 당일 만네르헤임은 다음과 같은 연설을 했다.
| “ | 1939년 11월 30일 공화국 대통령께서 본인을 이 나라 군대의 총사령관으로 임명하셨다. 핀란드의 용맹한 병사들이여! 나는 우리의 뿌리깊은 적이 다시금 우리의 강토를 짓밟으려 하는 이 시점에 이 임무를 맡게 되었다. 승리를 위한 첫 번째 조건은 지휘관에 대한 신뢰이다. 그대들은 나를 알고 나도 그대들을 알며 계급을 막론한 모두가 각자의 의무를 심지어 죽음에 이르러서도 지킬 준비가 되어 있음을 안다. 이 전쟁은 우리의 독립전쟁의 연장전이자 그 마지막 장에 다름아니다. 우리는 우리의 가정, 우리의 믿음, 우리의 국가를 위해 싸운다. | ” |

만네르헤임은 미켈리에 총사령부를 차렸다. 그의 참모장은 악셀 아이로 중장이었다. 만네르헤임의 가까운 친구인 루볼프 발덴 대장은 1939년 12월 3일부터 1940년 3월 27일까지 군부 대표로 내각에 참여하여 국방장관이 되었다.

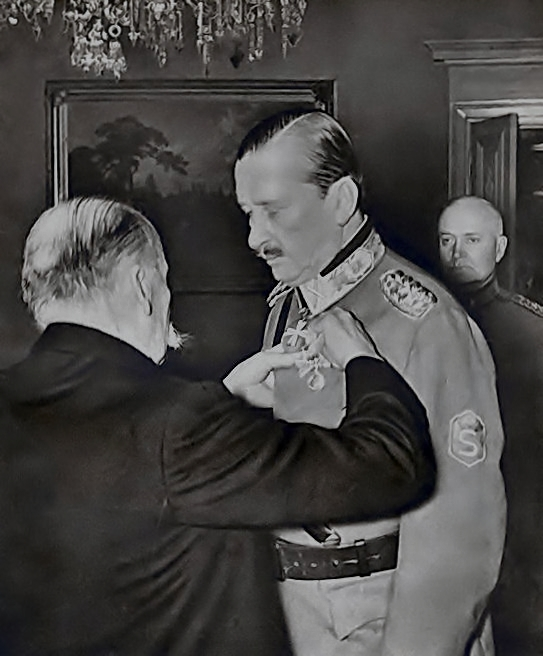
1940년 5월 16일 만네르헤임에게 자유십자장을 수여하는 퀴외스티 칼리오 대통령.

만네르헤임은 겨울전쟁과 계속전쟁 기간 동안 거의 대부분의 시간을 미켈리 총사령부에서 보냈지만 전선을 방문하는 일도 많았다. 겨울전쟁이 1940년 3월 12일 모스크바 평화 조약으로 종전되자 만네르헤임은 원칙적으로 총사령관직을 대통령(퀴외스티 칼리오 및 리스토 뤼티)에게 반환했어야 했지만 반환하지 않고 계속전쟁이 개전될 때까지 계속 총사령관직을 유지했다.
계속전쟁이 개시되기 전 독일에서 핀란드에 독일군 80,000 명을 지원하여 만네르헤임의 지휘를 받게 해주겠다고 제안했다. 그러나 나치와 엮이고 싶지 않았던 만네르헤임은 이를 거부했다. 만네르헤임은 공식적으로는 아돌프 히틀러 내각과 관계를 유지했지만 히틀러가 동맹국으로서 제안하는 각종 요구사항들은 요리조리 빠져나가며 거절했다. 레닌그라드 공방전 때도 만네르헤임은 핀란드군이 도시에 대한 공세에는 참여하지 않도록 했다.
만네르헤임의 75세 생일인 1942년 6월 4일, 핀란드 내각은 그에게 핀란드의 원수(핀란드어: Suomen Marsalkka, 스웨덴어: Marskalk av Finland) 칭호를 수여했다. 현재까지 이 칭호를 받은 사람은 만네르헤임 외에는 없다. 그런데 히틀러가 만네르헤임의 생일을 축하한다며 핀란드를 깜짝 방문한 것은 만네르헤임에게 그다지 유쾌한 일이 아니었다. 히틀러는 여행을 좋아하는 사람이 아니었지만 “용맹한 핀인들(독일어: die tapferen Finnen)”과 그 지도자 만네르헤임을 보고 싶어했다.

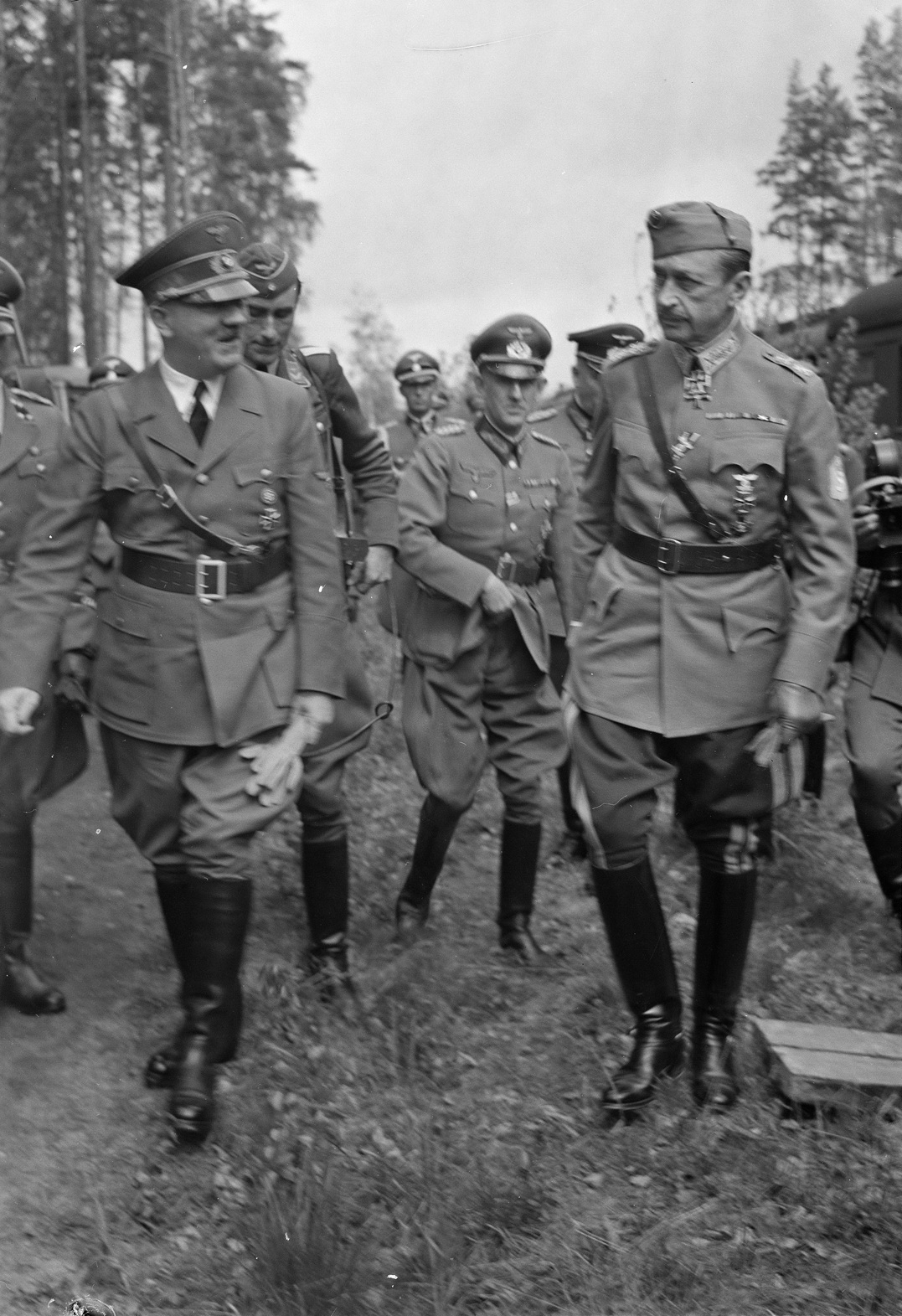
만네르헤임과 히틀러

히틀러는 1942년 6월 4일 핀란드 방문을 결정했다. 표면상으로는 만네르헤임의 생일을 축하한다는 이유였지만 만네르헤임은 히틀러를 미켈리 총사령부나 수도 헬싱키에서 만나고 싶지 않았다. 그런 곳들에서 만나면 마치 국가 간의 공식적 방문처럼 보일 수 있어서였다. 회동은 핀란드 남동부 이마트라에서 비밀리에 이루어졌다.
임몰라 비행장에 내린 히틀러는 뤼티 대통령을 대동하고 만네르헤임이 있는 곳으로 갔다. 만네르헤임은 철도 측선에서 기다리고 있었다. 히틀러가 한 차례 연설을 하고 만네르헤임의 생일 잔치가 벌어지고 난 뒤 히틀러와 만네르헤임 사이에 이야기가 시작되었다. 히틀러는 곧 독일로 돌아갔다. 히틀러는 핀란드에서 불과 5시간만 체류했는데, 만네르헤임에게 소련에 대한 군사작전을 개시할 것을 요구하고자 방문했음이 분명하지만 구체적인 요구를 말로 꺼내지도 못했던 것 같다.
방문 당시 핀란드 방송국 YLE의 엔지니어 토르 다멘(Thor Damen)이 히틀러와 만네르헤임의 개인적 대화의 처음 11분을 녹음했다(히틀러 만네르헤임 녹음기록). 히틀러는 누가 자신을 녹음하는 것을 절대 허용치 않았기 때문에 이는 비밀리에 행해졌다. 다멘은 공식 생일축하 연설과 만네르헤임의 반응을 녹음하라는 명령을 받고 열차 객차들에 마이크로폰을 설치했다.

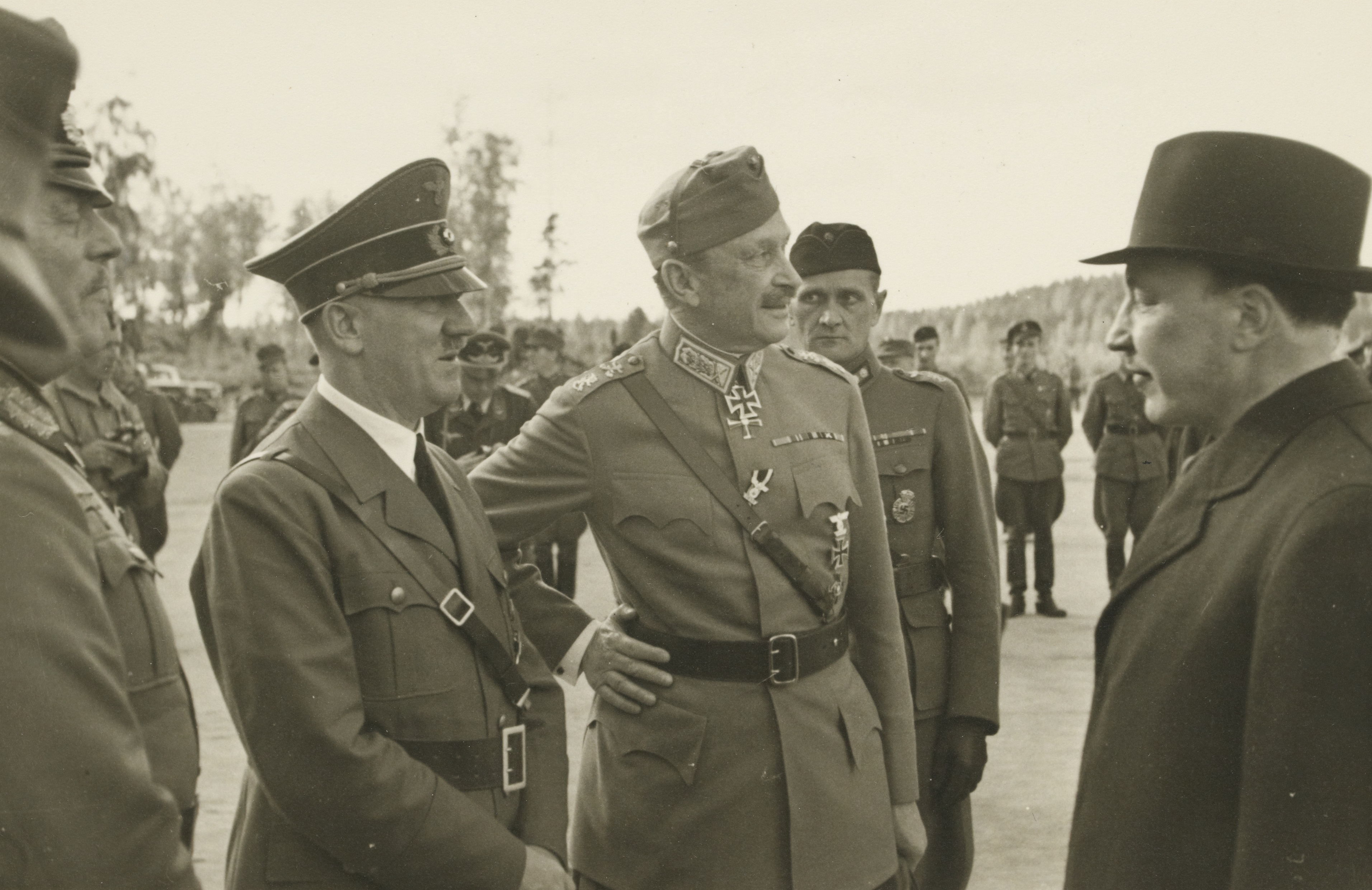
만네르헤임의 75세 생일날 방문하여 만네르헤임, 뤼티 대통령과 대화하는 히틀러
.

그러나 만네르헤임의 손님들은 자동차를 타고 움직이기로 했고, 자동차에는 마이크로폰이 설치되어 있지 않았었다. 다멘은 재빠르게 행동하여 마이크로폰 한 개를 차창을 통해 히틀러와 만네르헤임이 앉을 자리 바로 위의 그물망 수납공간에 밀어넣었다. 히틀러와 만네르헤임 사이의 사적 대화가 11분간 지속된 뒤 히틀러의 SS 경호원이 차창 밖으로 전선이 튀어나온 것을 보고 핀란드 엔지니어가 대화를 도청하고 있음을 알아챘다. 그들은 다멘에게 당장 그만두라는 수신호를 보냈고, 다멘은 순순히 따랐다. SS 경호원들은 녹음된 테이프를 당장 파기하라고 요구했으나 YLE는 봉인된 컨테이너 안에 보관할 것이라고 약속하고 릴을 지킬 수 있었다. 테이프는 국가검열청장 쿠스타 빌쿠나(Kustaa Vilkuna)에게 넘어갔다가 1957년에 YLE로 돌아왔고, 몇 년 뒤에는 대중에 공개되었다. 이 녹음기록은 히틀러가 연설 때의 과장된 어조를 사용하지 않고 말하는 것이 기록된 유일한 자료이다.
만네르헤임과 히틀러의 회동에 관한 에피소드가 있다. 만네르헤임은 히틀러가 소련 공격을 핀란드가 도우라고 요구할 것이라고 생각했고, 그러기를 원하지 않았다. 만네르헤임이 여송연에 불을 붙이자 좌중이 놀랐다. 히틀러의 혐연 성향은 익히 알려져 있었기 때문이다. 히틀러는 뭐라 따지지 않고 대화를 조용히 이어갔다. 이로써 만네르헤임은 히틀러가 자신과의 대화에 있어 우위에 있는지 열위에 있는지를 판단할 수 있었고, 히틀러가 자신에게 부탁을 해야 하는 처지라는 것을 간파하고 그 요구를 거부할 수 있었다. 이 이야기는 유명하지만 실화라고 입증되지는 않았다.

## 짧은 대통령 임기
1944년 6월, 구스타브 만네르헤임은 소련의 대규모 공세가 핀란드를 위협할 때 독일의 지원을 받기 위해서는 독일 외무장관 요아힘 폰 리벤트로프가 요구하는 방위조약을 체결해야 한다고 생각했다. 그러나 이 때도 만네르헤임 본인은 이 조약으로부터 거리를 두려고 애썼고, 조약에 서명하는 일은 당시 대통령 리스토 뤼티 앞에 떨어졌다. 그래서 이를 뤼티-리벤트로프 협정이라고 부른다. 이는 1944년 8월 협정을 파기하기 위해서라는 이유로 뤼티 대통령이 사임하고 만네르헤임이 대통령직을 승계하는 계기가 되었다.
독일의 패망이 확실시되는 한편 탈리-이한탈라 전투에서 핀란드군이 방어전에 성공하여 소련의 하계 공세가 교착상태에 빠지자 핀란드 지도부는 독일과의 6월 협정을 이용해 소련과 정전할 수 있는 기회가 되었다고 보았다. 핀란드를 전쟁에서 해방시키기 위한 국내외적인 충분한 위신을 가진 사람은 만네르헤임이 유일하다는 것이 분명해졌다. 만네르헤임은 핀란드 민중 다수의 신뢰와 자신이 핀란드를 전쟁에서 평화로 이행시킬 수 있는 사실상의 유일한 사람이라는 사실을 기꺼워했다.
처음에는 만네르헤임에게 정부수반인 총리직을 맡아 달라는 제의가 들어갔다. 하지만 만네르헤임은 자신의 고령과 문민정부 운영 경험 부재를 이유로 고사했다. 다음 선택지는 만네르헤임을 국가원수로 밀어주는 것이었다. 리스토 뤼티가 대통령을 사임하고 의회가 만네르헤임을 섭정으로 임명하는 계획이었다. "섭정"이라는 직함은 만네르헤임의 국가원수 선출의 이례적인 환경을 반영하고 있다. 만네르헤임과 뤼티 모두 이 방법에 동의했고 뤼티는 자신의 신병과 군·민 지휘권을 한 사람으로 일원화해야 할 필요성을 이유로 8월 1일 사임 의사를 발표했다. 만네르헤임은 섭정이라는 직함을 썼다가 오해를 살까 저어하여 대통령으로 선출되기를 바랬다. 당시의 어려운 환경으로 인해 일반적인 선거는 이루어질 수 없었다. 대신 의회에서 만네르헤임에게 대통령직을 수여하는 특수법안을 통과시켰다(1944년 8월 4일). 같은 날 만네르헤임은 취임 선서를 했다.
핀란드의 위험한 상태는 만네르헤임이 의회에서 한 취임 연설에서도 잘 드러나 있다.
| “ | 의회의장 각하, 우선 각하께서 저에 관해 고마운 말씀을 해주신 것에 대해 진심어린 감사를 표하고 싶습니다. 명예로운 의회의원 여러분, 민족의 운명이 경각에 달린 이 시점에 다시 한 번 국가원수의 직을 받아들임에 있어, 저는 제게 주어진 책임이 얼마나 막중한지를 깊이 자각하고 있습니다. 우리의 미래를 보장하기 위해 극복해야 할 고난은 너무나 거대합니다. 이 순간 제 마음 속에 가장 먼저 떠오르는 것은 이제 전쟁 5년차를 맞고 있는 핀란드의 육군 장병들입니다. 전능하신 신께 바라건대, 의회와 내각과 우리 뒤에 서 있는 하나된 민중들의 지지와 함께라면, 우리의 독립과 우리 국민의 존재를 보존케 할 수 있음을 희망하고 또 믿습니다. | ” |

만네르헤임이 취임하고 1개월 뒤, 계속전쟁은 가혹한 조건으로 종전되었다. 그러나 소련과 국경을 접한 다른 나라들의 운명에 비하면 그 가혹함은 훨씬 덜했다. 핀란드는 주권과 의회민주주의, 시장경제를 보존할 수 있었다. 영토 손실도 뼈아팠다. 카렐리야와 페차모 전역을 빼앗겼다. 수많은 카렐리야인 난민들이 발생했다. 전쟁배상금도 막대했다. 북쪽으로 후퇴하면서 분탕질을 치는 독일군과 라플란드 전쟁을 치러야 했고, 또 동시에 소련의 요구에 따라 핀란드군의 동원령을 해제시켜야 했기 때문에 독일군을 쫓아내기는 더욱 어려워졌다. 가혹한 휴전 조건과 소련이 장악한 연합국 통제위원회의 요구사항 이행, 그리고 전후 재건이 민중들에게 맡겨진 이 고난의 시기에 핀란드를 지도할 수 있었던 인물은 만네르헤임 뿐이었다는 데 많은 사람들이 동의하고 있다.
소련의 요구를 수용하기 전에 만네르헤임은 히틀러에게 직접 편지를 썼다.
| “ | 우리 독일인 전우들은 영원히 우리의 마음 속에 남아있을 거요. 핀란드의 독일군은 외세의 폭정의 대변자가 아니라 도와주는 이들이었고 또 전우들이었음이 확실하오. 그러나 그런 경우일지라도 외국인이란 요령을 요구하는 어려운 위치에 놓이게 되오. 과거 몇 년간 독일군을 침입자나 압제자라고 여길 수 있는 일은 무엇이든 일어나지 않았음을 장담할 수 있소. 북핀란드의 독일군이 그 지역 인구와 기관에 대해 가질 태도가 올바르고 화목한 특이사례로 역사에 남기를 바라오 … 나는 나의 민중들을 앞장서서 전쟁으로부터 데리고 나오는 것을 나의 의무라고 여기고 있소. 그대가 관대하게도 베풀어준 무기들을 독일을 향해 돌릴 수도 없고 돌리지도 않을 거요. 나는 그대가 설사 나의 태도에 불쾌하였다 하더라도, 나를 비롯한 다른 핀인들이 우리의 과거 관계를 상황을 악화시키지 않고 청산하는 것을 그대도 바라고 또 노력해주길 바랄 뿐이오. | ” |

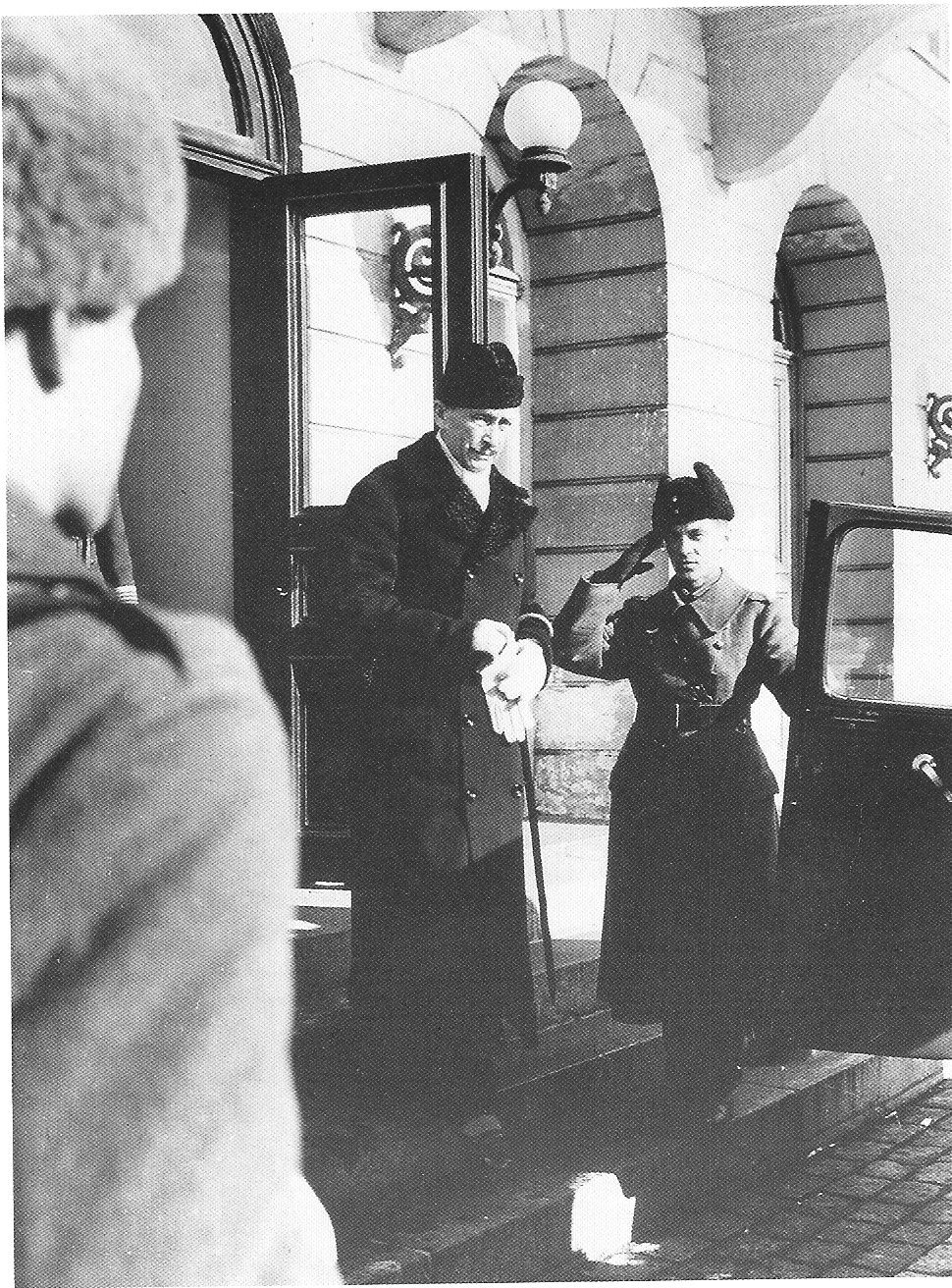
1946년 3월 4일 짦은 대통령 임기를 마치고 헬싱키 대통령궁을 떠나는 만네르헤임.

만네르헤임의 대통령 재임은 힘겨웠다. 임시 대통령이 아닌 6년 임기를 다 채우는 정식 대통령으로 추대되었지만, 그는 1944년에 이미 77세였고 또 대통령직 자체도 마지못해 받아들이게 된 것이었다. 불건강한 시기가 잦았고, 연합국 통제위원회의 요구사항과 핀란드 전쟁책임 재판 등으로 상황은 악화되었다. 만네르헤임은 대통령 재임 내내 연합국 위원회가 자신을 평화에 반한 죄로 기소할까 두려워했다. 그러나 그런 일은 벌어지지 않았다. 주된 이유 중 하나는 스탈린이 만네르헤임에 대해 개인적 호감을 갖고 있었기 때문이다. 스탈린은 1947년 모스크바에서 핀란드 대표단에게 당신네 핀인들은 그대들의 늙은 원수 각하에게 많은 빚을 졌다고 말했다. 만네르헤임 덕분에 핀란드는 소련에 합병되는 신세를 면했다. 만네르헤임은 연합국 위원회의 일부 요구에 대해 비판적이었지만 그래도 휴전 조건을 이행하기 위해 힘들게 일했다. 또한 전쟁 이후 핀란드의 재건에 관한 작업의 필요성을 강조했다.
1945년 만네르헤임은 건강 문제의 빈발로 고통받았고, 그해 11월부터 이듬해 2월까지 병가를 냈다. 그는 포르투갈에서 6주간 요양을 하며 체력을 회복했다. 2월 전쟁책임자 재판의 판결이 발표되자 만네르헤임은 사임하기로 마음먹었다. 그는 자신이 대통령으로 선출되면서 맡게 된 의무를 다했다고 판단했다. 전쟁은 끝났고, 휴전 조건은 이행되었으며, 전범재판도 끝났다.
만네르헤임은 신병과 대통령으로 추대되며 자신에게 맡겨진 의무를 다했다는 판단을 이유로 1946년 3월 11일 사임했다. 1918년 내전 때 그의 적이었던 핀란드 공산주의자들마저 고난의 시기에 국가를 유지해낸 그의 노력과 역할을 높이 평가했다. 대통령직은 보수성향의 총리 유호 쿠스티 파시키비가 승계했다.

## 말년

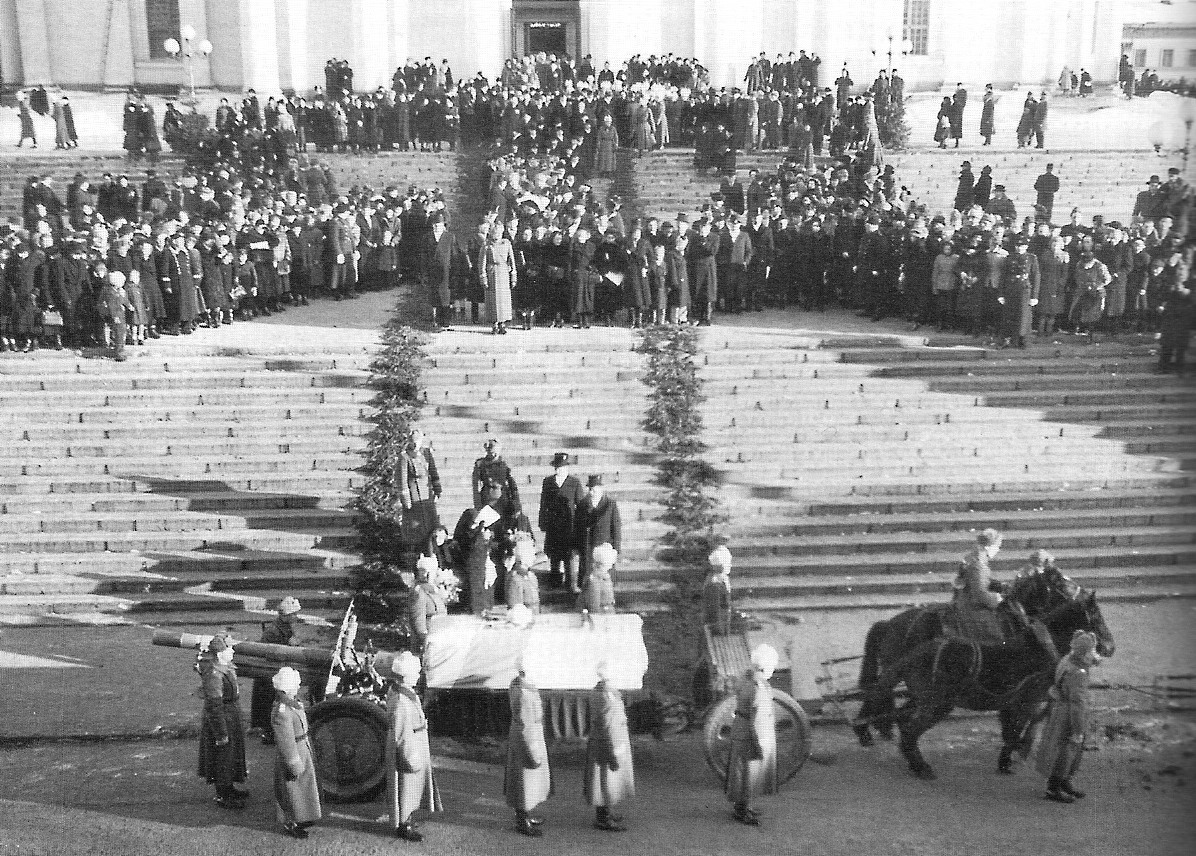
만네르헤임의 장례식 행렬. 1951년 2월 4일 헬싱키 원로원 광장.

사임한 뒤 만네르헤임은 로햐의 키르크니에미 장원을 구매해서 거기서 은퇴 생활을 보내려 했다. 1946년 6월, 위궤양으로 수술을 받았고 10월에는 십이지장궤양 진단을 받았다. 1947년 초 만네르헤임은 원기도 회복하고 회고록도 쓸 겸 스위스 몽트뢰의 발몽 요양원을 다녀오는 게 어떠냐는 권유를 받았다. 이후 발몽은 만네르헤임이 여생 거의 대부분을 보낸 곳이 되었다. 그래도 핀란드에 정기적으로 귀국했으며, 스웨덴, 프랑스, 이탈리아 등지도 방문했다.
만네르헤임은 늙고 병들었기에 회고록 일부만 직접 쓸 수 있었고 나머지는 구술을 받아쓰게 했다. 만네르헤임은 글을 읽을 수 있는 동안은 계속 타자기로 쳐진 회고록 원고를 직접 교정을 보았다. 만네르헤임의 회고록은 자신의 사생활에 대해서는 거의 완전히 침묵하는 대신 핀란드의 역사적 사건들, 특히 1917년에서 1944년 사이를 주로 다루었다. 1951년 1월, 만네르헤임의 위질환이 재발했고 이것이 치명상이 되었다. 그의 회고록은 아직 완성되지 못한 상태였기에 나머지 부분은 만네르헤임의 부관들(알라다르 파소넨 대령, 에리크 헤인리히스 대장, 올레니우스 그란델 대장, 마르톨라 그란델 대장, 빌랴넨 대령 등)이 채워넣고 유고로 출판되었다.
만네르헤임은 1951년 1월 27일(협정 세계시), 핀란드 시간으로는 1월 28일 스위스 로잔의 주립병원에서 사망했다. 1951년 2월 4일 헬싱키의 히에타니에미 묘지에 매장되었다. 장례는 모든 군사의례를 다하여 국장으로 치러졌다.

## 경력 요약

### 계급
러시아 제국 육군
- 1888년:  부사관
- 1889년:  기병소위
- 1891년:  친위기병소위
- 1893년:  친위중위
- 1902년:  친위대위
- 1904년:  중령
- 1905년:  대령
- 1911년:  소장
- 1917년:  중장

핀란드 방위군
- 1918년:  기병대장
  - 1933년:  전쟁원수 (핀란드의 원수는 대장에게 더해지는 칭호이지 정식 계급이 아님)
  - 1942년:  핀란드의 원수

### 보직
러시아 제국 육군
- 1889년: 제15용기병연대 "알렉산드리스키"
- 1891년: 마리아 표도로브나 황후 폐하의 근위기사대
- 1897년: 황실 마료 관리
- 1903년: 기병학교 교도대 대장
- 1904년: 제52용기병연대 "네진"
- 1909년: 제13창기병연대 "블라디미르" 연대장
- 1911년: 황제 폐하의 경호친위창기병연대 연대장
- 1913년: 독립친위기병여단 여단장
- 1917년: 제12기병사단 사단장
- 1917년: 제6기병군단 군단장

핀란드 방위군
- 1918년: 백위대 총사령관
- 1918년: 핀란드 공화국군 최고사령관
- 1931년: 국방평의회 주석
- 1939년: 핀란드 방위군 총사령관

### 상훈
만네르헤임은 살아생전 82개의 군사 및 민사훈장을 수훈했다.

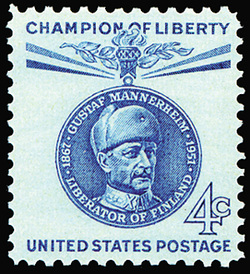
만네르헤임은 미국 우정청에게서 우표를 수여받았다.

핀란드 공화국
- 검 사령관 대십자 자유십자장 (1918년)
- 검금강석 사령관 대십자 자유십자장
- 1급 및 2급 만네르헤임 십자장 기사 (1941년)
- 검금강석경식 사령관 대십자 핀란드 백장미 훈장 (1944년)
- 검금강석 사령관 대십자 핀란드 사자 훈장 (1944년)

러시아 제국
- 2급 상트 안나 훈장 (1906년)
- 스비에테고 스타니스와바 훈장 (러시아/폴란드, 1906년)
- 4급 상트 블라디미르 훈장 (1906년)
- 4등 스뱌토고 게오르기 훈장 기사 (1914년)

그 외
- 명예군단 기사 (프랑스, 1902년)
- 명예군단 장교 (프랑스, 1910년)
- 명예군단 대십자장 (프랑스, 1939년)
- 왕립 검기사단 대십자 사령관 기사 (스웨덴, 1918년)
- 2급 1914년형 철십자장 (독일 제국, 1918년)
- 1급 1914년형 철십자장 (독일 제국, 1918년)
- 왕립 치천사 기사단 기사 (스웨덴, 1919년)
- 코끼리 훈장 기사 (덴마크, 1919년)
- 대십자 에스토니아 적십자 훈장 (에스토니아, 1933년)
- 대영제국 기사대십자장 (영국, 1938년)
- 대십자 스젠트 이스트반 기사단 기사 (헝가리, 1941년)
- 왕립 검기사단 1급 대십자 기사 (스웨덴, 1942년)
- 2급 1939년형 철십자 약장 (제3독일국, 1942년)
- 1급 1939년형 철십자 약장 (제3독일국, 1942년)
- 기사십자 철십자장 (제3독일국, 1942년)
- 곡엽 기사십자 철십자장 (제3독일국, 1944년)
- 훈1등 욱일동화대수장 (일본).[65]
- 황금 대십자 독일 수리 훈장 (제3독일국)
- 검 1급 수리 십자 군사훈장 (에스토니아)
- 헝가리 공화국 공훈장 (헝가리)
- 1급 용감공 미하이 훈장 (루마니아, 1941년)

### 명예직
- 헬싱키 대학교 명예 철학박사 (1919년)
- 시민위병 명예 총사령관 (1919년–1944년)
- 만네르헤임 장군 아동복지협회 명예 회장 (1920년–1951년)
- 핀란드 은행연합 총재 (1920년–1931년)
- 핀란드 적십자사 총재 (1922년–1951년)
- 우시마 용기병연대 명예 대령 (1928년)
- 헬싱키 은행 은행장 (1931년–1935년)
- 핀란드 보이스카우트 연맹장 (1936년)

## 족보
|  |                                              |  |  |  |  |  |  |  |  |  |  |  |  |  |  |  |
|  | 16. 요한 아구수스틴 만네르헤임 남작          |  |  |  |  |  |  |  |  |  |  |  |  |  |  |  |
|  |                                              |  |  |  |  |  |  |  |  |  |  |  |  |  |  |  |
|  |                                              |  |  |  |  |  |  |  |  |  |  |  |  |  |  |  |
|  | 8. 칼 에리크 만네르헤임 백작                 |  |  |  |  |  |  |  |  |  |  |  |  |  |  |  |
|  |                                              |  |  |  |  |  |  |  |  |  |  |  |  |  |  |  |
|  |                                              |  |  |  |  |  |  |  |  |  |  |  |  |  |  |  |
|  | 17. 헬레네 마리아 죈더혤름                   |  |  |  |  |  |  |  |  |  |  |  |  |  |  |  |
|  |                                              |  |  |  |  |  |  |  |  |  |  |  |  |  |  |  |
|  |                                              |  |  |  |  |  |  |  |  |  |  |  |  |  |  |  |
|  | 4. 칼 구스타브 만네르헤임 백작               |  |  |  |  |  |  |  |  |  |  |  |  |  |  |  |
|  |                                              |  |  |  |  |  |  |  |  |  |  |  |  |  |  |  |
|  |                                              |  |  |  |  |  |  |  |  |  |  |  |  |  |  |  |
|  | 18. 에른스트 폰 빌데브란트                   |  |  |  |  |  |  |  |  |  |  |  |  |  |  |  |
|  |                                              |  |  |  |  |  |  |  |  |  |  |  |  |  |  |  |
|  |                                              |  |  |  |  |  |  |  |  |  |  |  |  |  |  |  |
|  | 9. 벤들라 소피아 폰 빌데브란트               |  |  |  |  |  |  |  |  |  |  |  |  |  |  |  |
|  |                                              |  |  |  |  |  |  |  |  |  |  |  |  |  |  |  |
|  |                                              |  |  |  |  |  |  |  |  |  |  |  |  |  |  |  |
|  | 19. 벤들라 구스타바 폰 라이트                |  |  |  |  |  |  |  |  |  |  |  |  |  |  |  |
|  |                                              |  |  |  |  |  |  |  |  |  |  |  |  |  |  |  |
|  |                                              |  |  |  |  |  |  |  |  |  |  |  |  |  |  |  |
|  | 2. 칼 로베르트 만네르헤임 백작               |  |  |  |  |  |  |  |  |  |  |  |  |  |  |  |
|  |                                              |  |  |  |  |  |  |  |  |  |  |  |  |  |  |  |
|  |                                              |  |  |  |  |  |  |  |  |  |  |  |  |  |  |  |
|  | 20. 안톤 빌헬름 폰 샨츠                      |  |  |  |  |  |  |  |  |  |  |  |  |  |  |  |
|  |                                              |  |  |  |  |  |  |  |  |  |  |  |  |  |  |  |
|  |                                              |  |  |  |  |  |  |  |  |  |  |  |  |  |  |  |
|  | 10. 칼 콘스탄틴 폰 샨츠                      |  |  |  |  |  |  |  |  |  |  |  |  |  |  |  |
|  |                                              |  |  |  |  |  |  |  |  |  |  |  |  |  |  |  |
|  |                                              |  |  |  |  |  |  |  |  |  |  |  |  |  |  |  |
|  | 21. 카타리나 엘리자베트 데 카르날            |  |  |  |  |  |  |  |  |  |  |  |  |  |  |  |
|  |                                              |  |  |  |  |  |  |  |  |  |  |  |  |  |  |  |
|  |                                              |  |  |  |  |  |  |  |  |  |  |  |  |  |  |  |
|  | 5. 에파 빌헬미나 폰 샨츠                     |  |  |  |  |  |  |  |  |  |  |  |  |  |  |  |
|  |                                              |  |  |  |  |  |  |  |  |  |  |  |  |  |  |  |
|  |                                              |  |  |  |  |  |  |  |  |  |  |  |  |  |  |  |
|  | 22. 카를 요한 바이스만 폰 바이센슈타인       |  |  |  |  |  |  |  |  |  |  |  |  |  |  |  |
|  |                                              |  |  |  |  |  |  |  |  |  |  |  |  |  |  |  |
|  |                                              |  |  |  |  |  |  |  |  |  |  |  |  |  |  |  |
|  | 11. 카롤리나 로피자 바이스만 폰 바이센슈타인 |  |  |  |  |  |  |  |  |  |  |  |  |  |  |  |
|  |                                              |  |  |  |  |  |  |  |  |  |  |  |  |  |  |  |
|  |                                              |  |  |  |  |  |  |  |  |  |  |  |  |  |  |  |
|  | 23. 마르가레타 베르겐펠트                    |  |  |  |  |  |  |  |  |  |  |  |  |  |  |  |
|  |                                              |  |  |  |  |  |  |  |  |  |  |  |  |  |  |  |
|  |                                              |  |  |  |  |  |  |  |  |  |  |  |  |  |  |  |
|  | 1. 칼 구스타브 에밀 만네르헤임 남작          |  |  |  |  |  |  |  |  |  |  |  |  |  |  |  |
|  |                                              |  |  |  |  |  |  |  |  |  |  |  |  |  |  |  |
|  |                                              |  |  |  |  |  |  |  |  |  |  |  |  |  |  |  |
|  | 24. 에리크 율린                              |  |  |  |  |  |  |  |  |  |  |  |  |  |  |  |
|  |                                              |  |  |  |  |  |  |  |  |  |  |  |  |  |  |  |
|  |                                              |  |  |  |  |  |  |  |  |  |  |  |  |  |  |  |
|  | 12. 요한 율린                                |  |  |  |  |  |  |  |  |  |  |  |  |  |  |  |
|  |                                              |  |  |  |  |  |  |  |  |  |  |  |  |  |  |  |
|  |                                              |  |  |  |  |  |  |  |  |  |  |  |  |  |  |  |
|  | 25. 안나 마리아 퇴릉그렌                     |  |  |  |  |  |  |  |  |  |  |  |  |  |  |  |
|  |                                              |  |  |  |  |  |  |  |  |  |  |  |  |  |  |  |
|  |                                              |  |  |  |  |  |  |  |  |  |  |  |  |  |  |  |
|  | 6. 요한 야코프 폰 율린                       |  |  |  |  |  |  |  |  |  |  |  |  |  |  |  |
|  |                                              |  |  |  |  |  |  |  |  |  |  |  |  |  |  |  |
|  |                                              |  |  |  |  |  |  |  |  |  |  |  |  |  |  |  |
|  | 26. 야코프 카르베르크                        |  |  |  |  |  |  |  |  |  |  |  |  |  |  |  |
|  |                                              |  |  |  |  |  |  |  |  |  |  |  |  |  |  |  |
|  |                                              |  |  |  |  |  |  |  |  |  |  |  |  |  |  |  |
|  | 13. 알베르티나 야코빈티테르 카르베르크       |  |  |  |  |  |  |  |  |  |  |  |  |  |  |  |
|  |                                              |  |  |  |  |  |  |  |  |  |  |  |  |  |  |  |
|  |                                              |  |  |  |  |  |  |  |  |  |  |  |  |  |  |  |
|  | 27. 엘리자베트 차하리아크센튀테르 봉게       |  |  |  |  |  |  |  |  |  |  |  |  |  |  |  |
|  |                                              |  |  |  |  |  |  |  |  |  |  |  |  |  |  |  |
|  |                                              |  |  |  |  |  |  |  |  |  |  |  |  |  |  |  |
|  | 3. 헤드비히 카를로타 헬레네 폰 율린          |  |  |  |  |  |  |  |  |  |  |  |  |  |  |  |
|  |                                              |  |  |  |  |  |  |  |  |  |  |  |  |  |  |  |
|  |                                              |  |  |  |  |  |  |  |  |  |  |  |  |  |  |  |
|  | 28. 칼 루드비그 예거슈쿌드                   |  |  |  |  |  |  |  |  |  |  |  |  |  |  |  |
|  |                                              |  |  |  |  |  |  |  |  |  |  |  |  |  |  |  |
|  |                                              |  |  |  |  |  |  |  |  |  |  |  |  |  |  |  |
|  | 14. 크리스터 루트비히 예거슈쿌드             |  |  |  |  |  |  |  |  |  |  |  |  |  |  |  |
|  |                                              |  |  |  |  |  |  |  |  |  |  |  |  |  |  |  |
|  |                                              |  |  |  |  |  |  |  |  |  |  |  |  |  |  |  |
|  | 29. 카타리나 펠레프                          |  |  |  |  |  |  |  |  |  |  |  |  |  |  |  |
|  |                                              |  |  |  |  |  |  |  |  |  |  |  |  |  |  |  |
|  |                                              |  |  |  |  |  |  |  |  |  |  |  |  |  |  |  |
|  | 7. 카를로타 요한나 오틸리아나 예거슈쿌드     |  |  |  |  |  |  |  |  |  |  |  |  |  |  |  |
|  |                                              |  |  |  |  |  |  |  |  |  |  |  |  |  |  |  |
|  |                                              |  |  |  |  |  |  |  |  |  |  |  |  |  |  |  |
|  | 30. 요한 라인홀트 타우베                     |  |  |  |  |  |  |  |  |  |  |  |  |  |  |  |
|  |                                              |  |  |  |  |  |  |  |  |  |  |  |  |  |  |  |
|  |                                              |  |  |  |  |  |  |  |  |  |  |  |  |  |  |  |
|  | 15. 헤드비히 구스타파 크리스티나 타우베      |  |  |  |  |  |  |  |  |  |  |  |  |  |  |  |
|  |                                              |  |  |  |  |  |  |  |  |  |  |  |  |  |  |  |
|  |                                              |  |  |  |  |  |  |  |  |  |  |  |  |  |  |  |
|  | 31. 프레드리카 로피자 소피아 괴즈            |  |  |  |  |  |  |  |  |  |  |  |  |  |  |  |
|  |                                              |  |  |  |  |  |  |  |  |  |  |  |  |  |  |  |
|  |                                              |  |  |  |  |  |  |  |  |  |  |  |  |  |  |  |

## 역대 선거 결과
| 선거명      | 직책명          | 대수 | 정당   | 득표율   | 득표수 | 결과 | 당락 |
| ----------- | --------------- | ---- | ------ | -------- | ------ | ---- | ---- |
| 1919년 선거 | 핀란드의 대통령 | 1대  | 무소속 | 25.64%   | 50표   | 2위  | 낙선 |
| 1943년 선거 | 핀란드의 대통령 | 5대  | 무소속 | 0.36%    | 1표    | 4위  | 낙선 |
| 1944년 선거 | 핀란드의 대통령 | 6대  | 무소속 | 단독후보 | 무투표 | 1위  |      |

## 같이 보기
- 요한 라이도네르
- 만네르헤임 십자장
- 만네르헤임선

## 참고 자료
- Mannerheim, Carl Gustaf Emil (1953). 《The Memoirs of Marshal Mannerheim》. London: Cassell. OCLC 12424452.
- Clements, Jonathan (2009). 《Mannerheim: President, Soldier, Spy》. London: Haus Publishing. ISBN 978-1907822575.
- 1999: Petteri Koskikallio, Asko Lehmuskallio, and Harry Halén. C. G. Mannerheim in Central Asia 1906–1908. Helsinki: National Board of Antiquities. ISBN 951-616-048-4.
- Jacobsson, Max (1999). 《Century of Violence》.
- Jägerskiöld, Stig (1965). 《Nuori Mannerheim》.
- Jägerskiöld, Stig (1983). 《Mannerheim 1867–1951》. Helsinki: Otava Publications.
- Jägerskiöld, Stig (1986). 《Mannerheim: Marshal of Finland》. Minneapolis: University of Minnesota Press. ISBN 0-8166-1527-6.
- Meri, Veijo (1990). 《Suomen marsalkka C. G. Mannerheim》.
- Screen, J. E. O. (1993). 《Mannerheim: The Years of Preparation》. Vancouver: University of British Columbia Press. ISBN 0-900966-22-X.
- Screen, J. E. O. (2000). 《Mannerheim: The Finnish Years》. London: Hurst. ISBN 1-85065-573-1.
- 2010: Tamm, Eric Enno. The Horse That Leaps Through Clouds: A Tale of Espionage, the Silk Road and the Rise of Modern China 보관됨 2017-12-29 - 웨이백 머신. Vancouver: Douglas & McIntyre. ISBN 978-1-55365-269-4.
- 2000: William R. Trotter. A Frozen Hell: The Russo-Finnish Winter War of 1939–1940. ISBN 1-56512-249-6.
- Turtola, Martti (1994). 《Risto Ryti: A Life for the Fatherland. Risto Ryti: Elämä isänmaan puolesta》. Helsinki: Otava.